# Derby Manchesteru

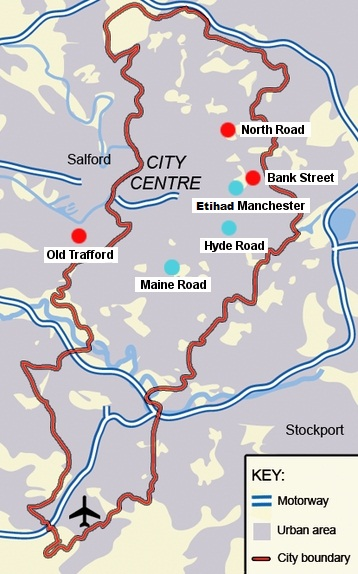
Mapa Manchesteru i okolic przedstawiająca lokalizację obecnych i nieistniejących stadionów obydwu zespołów.
City: Hyde Road (1887–1923), Maine Road (1923–2003), City of Manchester (od 2003).
United: North Road (1878–1893), Bank Street (1893–1910), Old Trafford (od 1910).

Derby Manchesteru (ang. Manchester derby) – mecze piłki nożnej pomiędzy klubami – Manchester City F.C. (Obywatele) i Manchester United F.C. (Czerwone Diabły). Początkowo rozgrywane były w ramach lokalnych turniejów i spotkań towarzyskich.
Pierwsze nieoficjalne spotkanie obydwu drużyn miało miejsce 12 listopada 1881 roku, kiedy klub Newton Heath (The Heathens) (zał. w 1878 – późniejsze United) gościł drużynę West Gorton (zał. w 1880 – późniejsze City); mecz zakończył się zwycięstwem Newton Heath 3:0. Osiem lat później rozegrano po raz pierwszy mecz przy sztucznym świetle; 26 lutego 1889 roku na stadionie Belle Vue Athletic Ground zwycięstwo Newton Heath nad Ardwick oglądało 10 tys. kibiców, a sam mecz został rozegrany w cieniu tragedii w pobliskiej kopalni węgla. Dwa lata później Ardwick pokonał Newton Heath w finale Manchester Cup i zdobył pierwsze w historii klubu trofeum. Przed rozpoczęciem sezonu 1894/1895 Ardwick zbankrutował, a jego zarząd utworzył nowy klub o nazwie Manchester City Football Club. Pierwsze spotkanie ligowe pomiędzy obydwoma zespołami miało miejsce 3 listopada 1894 na stadionie Hyde Road, zakończone zwycięstwem Newton Heath 2:5. W rewanżu rozegranym na Bank Street Stadium ponownie wygrali The Heathens. Manchester City pierwszy mecz derbowy wygrał 7 grudnia 1895. Kluby występowały wówczas w Division Two.
Ze względu na trudną sytuację finansową Newton Heath, w kwietniu 1902 klub zmienił nazwę Manchester United Football Club. Pierwszy mecz derbowy na najwyższym poziomie rozgrywkowym odbył się 1 grudnia 1906, kiedy na Hyde Road w obecności 40 tysięcy widzów City pokonało United 3:0, zaś najwyższą frekwencję na derbach Manchesteru zanotowano 20 września 1947; spotkanie obejrzało 78 tysięcy kibiców. Pierwszą transmisję telewizyjną na żywo z derbów przeprowadzono w październiku 1986.
Do 6 kwietnia 2025 roku, kiedy to na Old Trafford padł bezbramkowy remis, we wszystkich oficjalnych rozgrywkach rozegrano w sumie 196 meczów derbowych: Czerwone Diabły wygrały 80 spotkań, Obywatele 61, a w 55 zanotowano remis.

## Założenie obydwu zespołów

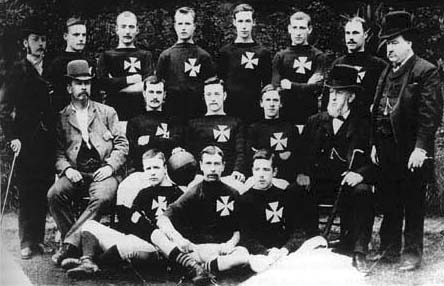
Zespół St. Marks of West Gorton w 1884 roku

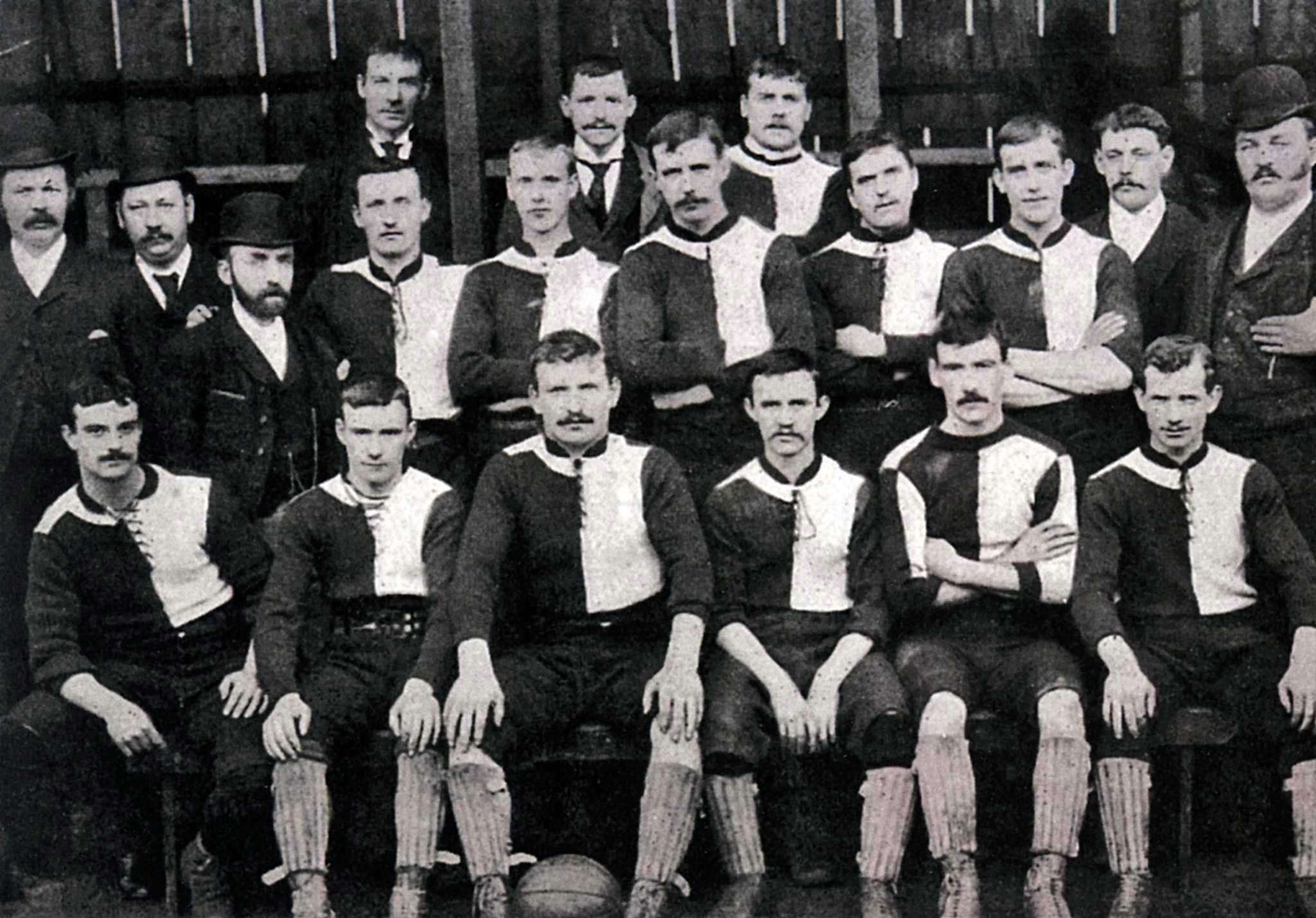
Newton Heath w sezonie 1892/1893

Manchester United został założony w 1878 roku przez pracowników wagonowni kolei Lancashire and Yorkshire Railway pod nazwą Newton Heath LYR Fooball Club, a domowe mecze rozgrywał początkowo na North Road. Pierwszy mecz Newton Heath LYR rozegrał 20 listopada 1880, pokonując rezerwy Bolton Wanderers 6:0. W 1892 klub usunął z nazwy człon LYR, a rok później przeniósł się na nowy stadion Bank Street.
Manchester City powstał w 1880 roku pod nazwą St. Mark's of West Gorton z inicjatywy córki wielebnego z kościoła St. Mark's Church of England Arthura Connella Anny oraz dwóch członków komitetu parafialnego, Williama Beastowa i Thomasa Goodbehere'a. Pierwsze spotkanie zespół zagrał 13 listopada 1880, w którym uległ 1:2 drużynie Baptist Church of Macclesfield; obydwa zespoły liczyły po 12 zawodników. W latach 1880–1887 St. Mark's swoje mecze rozgrywał na kilku obiektach, przy Clowes Street nieopodal kościoła, na stadionie klubu krykietowego Kirkmanshulme Cricket Club przy Redgate Lane oraz na mniejszych obiektach przy Queens Road, Pink Bank Lane i Reddish Lane. W 1887 klub zmienił nazwę na Ardwick A.F.C. i przeniósł się na nowo wybudowany stadion Hyde Road przy Bennett Street.

## Mecze w Football Alliance
Football Alliance powstała w 1889 jako liga konkurująca z utworzoną rok wcześniej The Football League. W tym samym roku w jej szeregi wstąpił zespół Newton Heath, zaś Ardwick w 1891. W sezonie 1891/1892 obydwa zespoły zagrały ze sobą dwa razy. 10 października na North Road wygrali The Heathens 3:1, w rewanżu rozegranym 19 grudnia na Hyde Road padł remis 2:2.
Po zakończeniu rozgrywek Football Alliance została wchłonięta przez Football League i przemianowana na Football League Second Division. Zespoły, które ukończyły rozgrywki Football Alliance na czołowych dwóch miejscach (Nottingham Forest i Newton Heath) otrzymały zaproszenie na występy w Football League First Division, zaś kolejne (między innymi Ardwick) zostały zespołami założycielskimi nowo powstałej Division Two. Mecze derbowe w Football Alliance pomiędzy zespołami z Manchesteru są uznawane za nieoficjalne.
| 10.10.1891 | Newton Heath – Ardwick 3:1                                                                         |
| 10.10.1891 | (NH): Alf Farman ?', ?', Bob Donaldson ?' · (A): Joe Davies ?' · Stadion: North Road. Widzów: 4000 |

| 19.12.1891 | Ardwick – Newton Heath 2:2                                                             |
| 19.12.1891 | (A): John Milne ?', ?', · (NH): Alf Farman ?', ?' · Stadion: Hyde Road. Widzów: 10 000 |

## Mecze w Football League

### 1894–1899

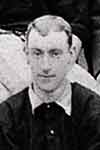
Richard Smith – strzelec pierwszej w historii bramki w oficjalnym meczu derbowym w lidze

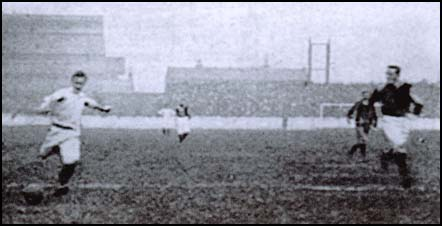
Manchester City – Newton Heath na Hyde Road 26 grudnia 1898

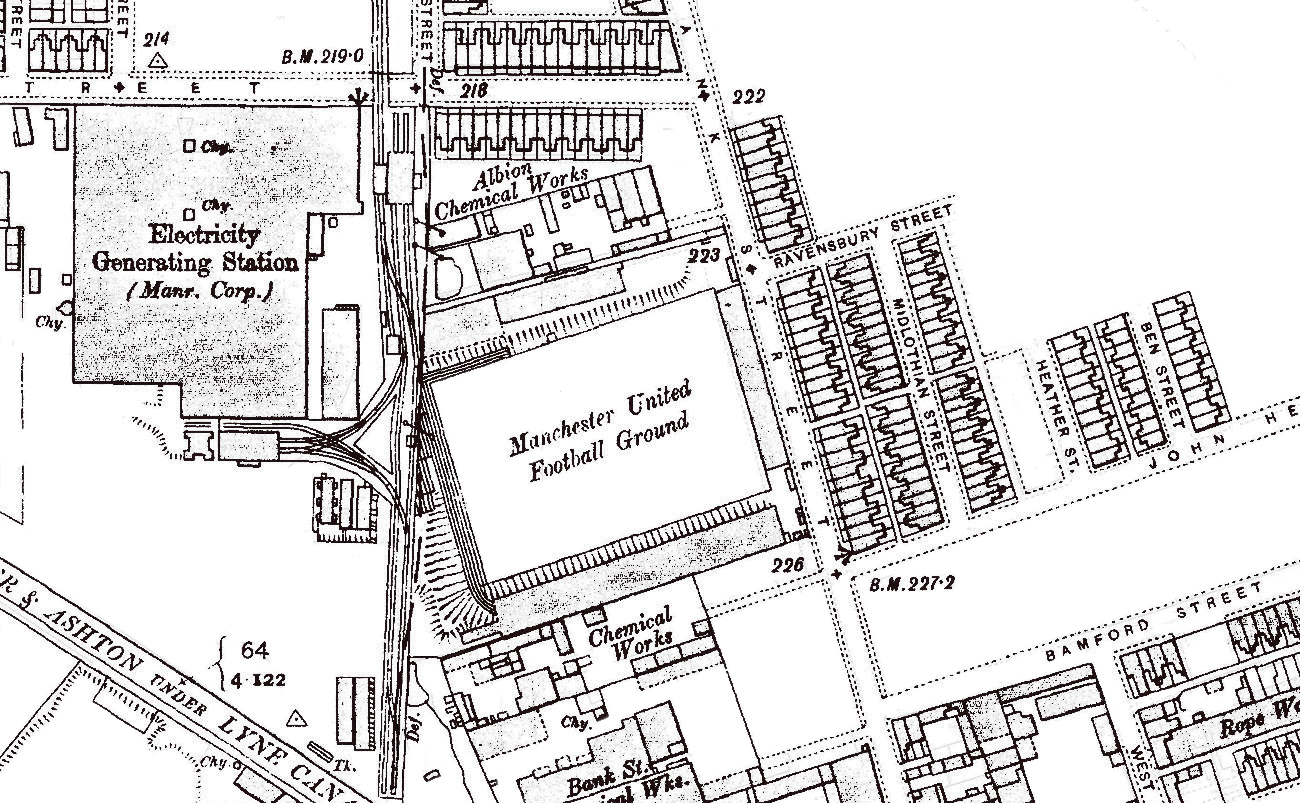
Stadion Bank Street znajdował się w odległości ok. 600 metrów od miejsca, w którym położony dziś jest obecny obiekt Manchesteru City – City of Manchester Stadium

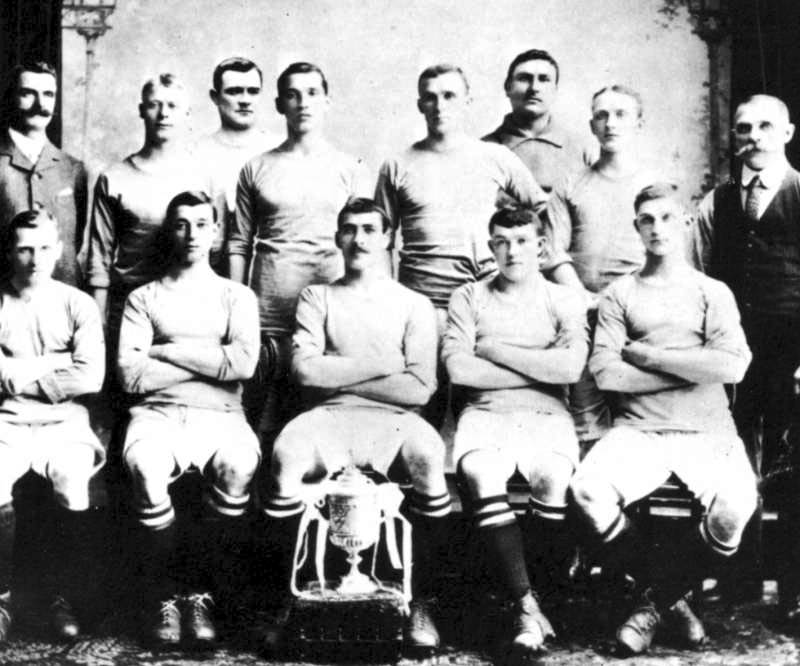
Drużyna Manchesteru City z 1904 roku ze zdobytym Pucharem. W Manchesterze United zagrali w późniejszym okresie:Herbert Burgess (w dolnym rzędzie, pierwszy od lewej), George Livingstone (w dolnym rzędzie, drugi od lewej), Sandy Turnbull (w dolnym rzędzie, drugi od prawej) oraz Billy Meredith (w dolnym rzędzie, w środku)

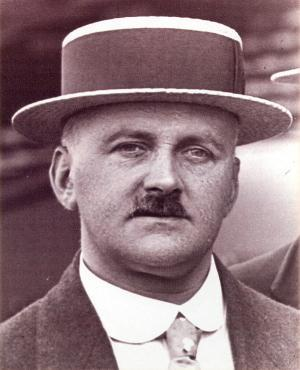
Ernest Mangnall – menedżer United (1903–1912) i City (1912–1924)

W 1892 Newton Heath przystąpił do rozgrywek rozszerzonej Division One, jednak po dwóch sezonach spadł do Division Two. Ardwick wciąż występował na tym poziomie ligowym. W lecie 1894 ze względu na problemy finansowe Ardwick A.F.C. został zreformowany i przyjął nazwę Manchester City Football Club. 3 listopada 1894 roku po raz pierwszy doszło do spotkania obydwu zespołów w meczu Football League. Na obiekcie City – Hyde Road – w obecności 14 tys. kibiców The Heathens zwyciężyli 5:2. W meczu tym po raz drugi w składzie gospodarzy wystąpił młody walijski snajper Billy Meredith, który w późniejszym okresie wystąpił w barwach City i United w ponad sześciuset meczach. Cztery bramki w tym spotkaniu zdobył Dick Smith; nikt później tego nie powtórzył w derbach Manchesteru. W rewanżu w styczniu 1895 roku na stadionie Bank Street spotkanie zakończyło się ponownym zwycięstwem Newton Heath.
Po remisowym spotkaniu w październiku 1895 na Bank Street, dwa miesiące później pierwsze zwycięstwo w meczu derbowym odnieśli piłkarze Manchesteru City pokonując Newton Heath 2:1. Tuż przed przerwą po raz pierwszy w derbach wykonywano rzut karny, który został niewykorzystany przez The Heathens.
3 października 1896 zanotowano rekordową frekwencję w derbach miasta; na Hyde Road bezbramkowy remis obejrzało 20 tys. widzów pomimo obfitych opadów deszczu. W Boże Narodzenie 1896 roku na stadionie przy Bank Street zjawiło się 18 tys. kibiców. Jeden z redaktorów lokalnej gazety Athletic Sports napisał wówczas, że nigdy jeszcze nie widział takiego tłumu na tym obiekcie i był zachwycony prowadzeniem dopingu przez młodszą część publiczności w I połowie. W drugiej kibice kilka razy wtargnęli na boisko, a mecz był bliski przerwania. Spotkanie jednak dokończono i zakończyło się zwycięstwem The Heathens 2:1. Dochód z tego meczu wyniósł 546 funtów.
Przed meczem drugiej kolejki sezonu zaplanowanym na 10 września 1898 wydano pierwszy oficjalny program derbów Manchesteru, który zawierał między innymi składy obydwu zespołów oraz opis meczu z pierwszej kolejki pomiędzy Newton Heath a Gainsborough Trinity. Spotkanie zakończyło się zwycięstwem The Heathens, w rewanżu w drugi dzień świąt Bożego Narodzenia wygrało City. Sezon 1898/1899 Manchester City zakończył na 1. miejscu i awansował po raz pierwszy w historii do Division One. Kolejne spotkanie derbowe rozegrano 25 grudnia 1902.
| 1 | 3.11.1894 | Manchester City – Newton Heath 2:5                                                                                  |
| 1 | 3.11.1894 | (MC): Billy Meredith ?', ?' · (NH): Dick Smith ?', ?', ?', ?', John Clarkin ?' · Stadion: Hyde Road. Widzów: 14 000 |

| 2 | 5.01.1895 | Newton Heath – Manchester City 4:1                                                                                          |
| 2 | 5.01.1895 | (NH): John Clarkin ?', ?', Dick Smith ?', Bob Donaldson ?' · (MC): James Sharples ?' · Stadion: Bank Street. Widzów: 12 000 |

| 3 | 5.10.1895 | Newton Heath – Manchester City 1:1                                                      |
| 3 | 5.10.1895 | (NH): John Clarkin ?' · (MC): Alexander Rowan ?' · Stadion: Bank Street. Widzów: 10 000 |

| 4 | 7.12.1895 | Manchester City – Newton Heath 2:1                                                                  |
| 4 | 7.12.1895 | (MC): Billy Meredith ?', Robert Hill ?' · (NH): Joe Cassidy ?' · Stadion: Hyde Road. Widzów: 20 000 |

| 5 | 3.10.1896 | Manchester City – Newton Heath 0:0 |
| 5 | 3.10.1896 | Stadion: Hyde Road. Widzów: 20 000 |

| 6 | 25.12.1896 | Newton Heath – Manchester City 2:1                                                                  |
| 6 | 25.12.1896 | (NH): Bob Donaldson ?', Dick Smith ?' · (MC): Robert Hill ?' · Stadion: Bank Street. Widzów: 18 000 |

| 7 | 16.10.1897 | Newton Heath – Manchester City 1:1                                                    |
| 7 | 16.10.1897 | (NH): Matthew Gillespie ?' · (MC): Dick Ray ?' · Stadion: Bank Street. Widzów: 20 000 |

| 8 | 25.12.1897 | Manchester City – Newton Heath 0:1                        |
| 8 | 25.12.1897 | (NH): Joe Cassidy ?' · Stadion: Hyde Road. Widzów: 20 000 |

| 9 | 10.09.1898 | Newton Heath – Manchester City 3:0                                                             |
| 9 | 10.09.1898 | (NH): Henry Boyd ?', Joe Cassidy ?', Jimmy Collinson ?' · Stadion: Bank Street. Widzów: 15 000 |

| 10 | 26.12.1898 | Manchester City – Newton Heath 4:0                                                                                   |
| 10 | 26.12.1898 | (MC): Billy Meredith ?', Billy Gillespie ?', George Dougal ?', Fred Williams ?' · Stadion: Hyde Road. Widzów: 20 000 |

### 1902–1903
Przed rozpoczęciem sezonu zespół z dzielnicy Clayton przyjął nową nazwę – Manchester United F.C. W Boże Narodzenie 1902 roku, na Bank Street doszło do jedenastych ligowych derbów. Na spotkanie przybyło około 40 tysięcy kibiców; był to wówczas rekord frekwencji w meczu derbowym. Billy Meredith dwukrotnie uderzył w poprzeczkę, United kończyło mecz w dziesiątkę po tym jak kontuzji doznał bramkarz Herbert Birchenough. Ostatecznie padł wynik remisowy 1:1.
W rewanżu rozegranym 10 kwietnia 1903 roku na Hyde Road, United zwyciężyło 2:0. Przed tym spotkaniem Manchester City był liderem z pięciopunktową przewagą i nie przegrał w lidze od ponad trzech miesięcy. Mimo tej porażki City awansowało do Division One.
| 11 | 25.12.1902 | Manchester United – Manchester City 1:1                                              |
| 11 | 25.12.1902 | (MU): Dick Pegg ?' · (MC): Jimmy Bannister ?' · Stadion: Bank Street. Widzów: 40 000 |

| 12 | 10.04.1903 | Manchester City – Manchester United 0:2                                     |
| 12 | 10.04.1903 | (MU): Jack Peddie ?', Alf Schofield ?' · Stadion: Hyde Road. Widzów: 30 000 |

### 1906–1909
Latem 1905 roku po zawieszeniu siedemnastu zawodników Manchesteru City, zamieszanych w próbę przekupstwa obrońcy Aston Villi Aleksa Leake'a przed meczem ostatniej kolejki sezonu 1904/1905, skład zespołu liczył jedenastu piłkarzy. Do drużyny dołączyło jednak kilkunastu nowych zawodników i klub przystąpił do rozgrywek. W sezonie 1905/1906 Manchester United po raz pierwszy pod nową nazwą, awansował do pierwszej ligi angielskiej. Wtedy też ówczesny menedżer United Ernest Mangnall ściągnął do zespołu czterech piłkarzy z Manchesteru City, w tym Billy’ego Mereditha, odbywającego wciąż półtoraroczną karę zawieszenia.
Na początku grudnia 1906 roku na obiekcie City Hyde Road, w obecności 40 tys. widzów, doszło do pierwszego meczu derbowego w najwyższej klasie rozgrywkowej. Spotkanie to zakończyło się zwycięstwem gospodarzy 3:0. Pomocnik Alex Downie z Manchesteru United był jedynym zawodnikiem, który zagrał zarówno w poprzednim, jak i w tym meczu derbowym. W rewanżu w kwietniu na Bank Street padł remis 1:1, a w składzie United po raz pierwszy wystąpili trzej z czterech sprowadzonych do klubu byłych piłkarzy City: Meredith, Turnbull i Burgess.
21 grudnia 1907 w wygranym przez United 3:1 meczu na Bank Street, strzelec dwóch bramek Sandy Turnbull został usunięty w 90. minucie z boiska i był to pierwszy tego typu przypadek w meczu derbowym. Przed spotkaniem derbowym 36. kolejki sezonu 1907/1908 na Hyde Road, Manchester United miał już zapewniony pierwszy w historii klubu tytuł mistrzowski. Mimo przewagi gospodarzy mecz zakończył się bezbramkowym remisem.
17. i 18. derby miasta zakończyły się zwycięstwami United, a w meczu na Bank Street dwie bramki zdobył George Livingstone, zawodnik City w latach 1903–1906. 28 kwietnia 1909 Manchester United zdobył pierwszy Puchar Anglii pokonując na stadionie Crystal Palace Bristol City 1:0 po bramce Turnbulla. Sezon 1908/1909 Manchester City zakończył na 19. miejscu (przedostatnim) i spadł do Division Two.
| 13 | 1.12.1906 | Manchester City – Manchester United 3:0                                        |
| 13 | 1.12.1906 | (MU): George Stewart ?', ?', Lot Jones ?' · Stadion: Hyde Road. Widzów: 40 000 |

| 14 | 6.04.1907 | Manchester United – Manchester City 1:1                                                   |
| 14 | 6.04.1907 | (MU): Charlie Roberts ?' · (MC): George Dorsett ?' · Stadion: Bank Street. Widzów: 35 000 |

| 15 | 21.12.1907 | Manchester United – Manchester City 3:1                                                                  |
| 15 | 21.12.1907 | (MU): Sandy Turnbull ?', ?', George Wall ?' · (MC): Bill Eadie ?' · Stadion: Bank Street. Widzów: 35 000 |

| 16 | 18.04.1908 | Manchester City – Manchester United 0:0 |
| 16 | 18.04.1908 | Stadion: Hyde Road. Widzów: 40 000      |

| 17 | 19.09.1908 | Manchester City – Manchester United 1:2                                                                  |
| 17 | 19.09.1908 | (MC): Irvine Thornley ?' · (MU): Harold Halse ?', Jimmy Turnbull ?' · Stadion: Hyde Road. Widzów: 40 000 |

| 18 | 23.01.1909 | Manchester United – Manchester City 3:1                                                                        |
| 18 | 23.01.1909 | (MU): George Livingstone ?', ?', George Wall ?' · (MC): Jimmy Conlin ?' · Stadion: Bank Street. Widzów: 40 000 |

### 1910–1915

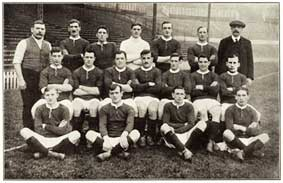
Drużyna Manchesteru United tuż przed rozpoczęciem sezonu 1913/1914. Billy Meredith w górnym rzędzie, drugi od lewej.

Po roku Manchester City uzyskał awans do Division One, kończąc rozgrywki na 1. miejscu z jednopunktową przewagą nad trzema kolejnymi zespołami. Pierwszy mecz derbowy po powrocie Obywateli do najwyższej klasy rozgrywkowej rozegrano po raz pierwszy na nowym obiekcie Manchesteru United – Old Trafford. Padł wówczas rekord frekwencji na spotkaniu derbowym pomiędzy tymi zespołami; spotkanie obejrzało 60 tys. kibiców i zakończyło się zwycięstwem gospodarzy 2:1. W rewanżu na Hyde Road w styczniu 1911 padł remis 1:1. Całą drugą połowę City grało w osłabieniu po zejściu z boiska kontuzjowanego George’a Dorsetta. W sezonie 1911/1912 obydwa mecze zakończyły się wynikiem bezbramkowym.
W 1912 roku menedżer United Ernest Mangnall odszedł do lokalnego rywala. Po raz ostatni poprowadził Czerwonych Diabłów w meczu derbowym rozegranym na Old Trafford 7 września, w którym goście zwyciężyli 1:0, grając dziesiątkę ponad 50 minut po kontuzji pomocnika, strzelca jedynej bramki w tym spotkaniu George’a Wynna. Billy Meredith został uhonorowany przez władze klubu zostając kapitanem zespołu w tym meczu. Według lokalnych mediów Mangnall, nie krył radości z faktu, iż zwycięstwo odniosła drużyna, której menedżerem miał wkrótce zostać. W rewanżu na Hyde Road w grudniu United wygrało 2:0. W sezonie 1913/1914 wygrywali goście, 6 grudnia na Hyde Road zwyciężyło United, w kwietniu na Old Trafford City.
Ostatni mecz derbowy przed zawieszeniem rozgrywek spowodowanym I wojną światową odbył się 2 stycznia 1915 na Hyde Road w obecności 30 tysięcy widzów; spotkanie zakończyło się remisem 1:1. City zakończyło sezon na piątym miejscu ze stratą 3 punktów do mistrza kraju Evertonu, zaś United uplasowało się na 18. miejscu z przewagą jednego punktu nad strefą spadkową.
| 19 | 17.09.1910 | Manchester United – Manchester City 2:1                                                             |
| 19 | 17.09.1910 | (MU): Sandy Turnbull ?', Enoch West ?' · (MC): Lot Jones ?' · Stadion: Old Trafford. Widzów: 60 000 |

| 20 | 21.01.1911 | Manchester City – Manchester United 1:1                                           |
| 20 | 21.01.1911 | (MC): Lot Jones ?' · (MU): Sandy Turnbull ?' · Stadion: Hyde Road. Widzów: 40 000 |

| 21 | 02.09.1911 | Manchester City – Manchester United 0:0 |
| 21 | 02.09.1911 | Stadion: Hyde Road. Widzów: 25 000      |

| 22 | 30.12.1911 | Manchester United – Manchester City 0:0 |
| 22 | 30.12.1911 | Stadion: Old Trafford. Widzów: 41 743   |

| 23 | 7.09.1912 | Manchester United – Manchester City 0:1                      |
| 23 | 7.09.1912 | (MC): George Wynn ?' · Stadion: Old Trafford. Widzów: 38 911 |

| 24 | 28.12.1912 | Manchester City – Manchester United 0:2                      |
| 24 | 28.12.1912 | (MU): Enoch West ?', ?' · Stadion: Hyde Road. Widzów: 36 223 |

| 25 | 6.12.1913 | Manchester City – Manchester United 0:2                           |
| 25 | 6.12.1913 | (MU): George Anderson ?', ?' · Stadion: Hyde Road. Widzów: 40 000 |

| 26 | 11.04.1914 | Manchester United – Manchester City 0:1                        |
| 26 | 11.04.1914 | (MC): James Cumming ?' · Stadion: Old Trafford. Widzów: 36 440 |

| 27 | 5.09.1914 | Manchester United – Manchester City 0:0 |
| 27 | 5.09.1914 | Stadion: Old Trafford. Widzów: 20 000   |

| 28 | 2.01.1915 | Manchester City – Manchester United 1:1                                         |
| 28 | 2.01.1915 | (MC): Fred Howard ?' · (MU): Enoch West ?' · Stadion: Hyde Road. Widzów: 30 000 |

### 1919–1939
Po zakończeniu I wojny światowej rozgrywki Football League wznowiono 30 sierpnia 1919. Manchester City rozpoczął sezon podobnym składem jak przed pięciu laty, menedżerem zespołu wciąż był Ernest Mangnall. United z kolei sprowadził nowych zawodników na każdą pozycję, w tym Joego Spence’a, który w barwach United zagrał 510 meczów. Pierwszy mecz derbowy po wznowieniu rozgrywek miał miejsce 11 października 1919 na Hyde Road; spotkanie zakończyło się remisem 3:3, a wyrównującą bramkę zdobył Tommy Browell tuż przed ostatnim gwizdkiem sędziego. 45-letni wówczas Meredith wciąż był zawodnikiem United, jednak nie zagrał w tym meczu z powodu występu w reprezentacji Walii. Rewanż odbył się tydzień później na Old Trafford, a United pokonało City 1:0. W następnym sezonie w meczu na obiekcie Manchesteru United padł kolejny rekord frekwencji. 20 listopada 1920 na stadionie zasiadło 63 tysiące widzów.
Na początku tego samego miesiąca spłonęła główna trybuna stadionu Hyde Road. Zarząd Manchesteru United zaproponował wynajęcie stadionu Old Trafford, jednak zarząd City odmówił i podjął decyzję o budowie nowego obiektu. 27 listopada 1920 na Hyde Road zjawiło się 40 tysięcy widzów, a mecz zakończył się zwycięstwem gospodarzy 3:0. W sezonie 1921/1922 Manchester United zajął ostatnie, 22. miejsce i spadł do Division Two. W sierpniu 1923 Manchester City rozegrał inauguracyjny mecz na nowym stadionie Maine Road. 10 września 1924 roku na tym samym obiekcie, rozegrano mecz pożegnalny menedżera Ernesta Mangnalla, w którym udział wzięły mieszane drużyny Evertonu i Liverpoolu oraz City i United.
Po trzech sezonach występów w Division Two Manchester United uzyskał awans do Division One zajmując 2. miejsce za Leicester City F.C.. 12 września 1925 miał miejsce pierwszy mecz derbowy na nowym stadionie City. Spotkanie zakończyło się remisem 1:1, a na trybunach zjawiło się 66 tysięcy widzów, co było rekordem frekwencji na meczu ligowym na Maine Road. 23 stycznia 1926 odbył się rewanż na Old Trafford, gdzie City pokonało United 6:1 i było to najwyższe zwycięstwo nad lokalnym rywalem. Manchester City zakończył sezon na 21. miejscu i spadł do Divsion Two, w której spędził następne dwa lata.
W marcu 1928 Manchester City sprowadził napastnika Erica Brooka, który ustanowił rekord klubowy, zdobywając w całej karierze 158 bramek w lidze. Sezon zespół zakończył na pierwszym miejscu i powrócił do Division One. W pięciu kolejnych meczach derbowych na najwyższym poziomie rozgrywkowym City zanotowało 3 wygrane, United jedno, a jedno spotkanie zakończyło się remisem.
W 41. derbach Manchesteru rozegranych 4 października 1930 na Maine Road zakończonych zwycięstwem gospodarzy, z powodu kontuzji obydwie drużyny kończyły mecz w osłabieniu; City w dziewiątkę, United w ósemkę. 7 lutego 1931 w wygranym przez City 3:1 meczu rozegranym na Old Trafford, w barwach Obywateli zagrał Matt Busby, dla którego był to jedyny występ w derbach Manchesteru. W 1931 Manchester United zajął ostatnie 22. miejsce w lidze i spadł do Division Two.
Po spadku do II ligi Manchester United był bliski bankructwa, jednak klub z długów wyprowadził James Gibson, który w 1931 został jego prezesem. W sezonie 1935/1936 United zostało mistrzem Division Two, unikając dwa lata wcześniej degradacji do Division Three dzięki zwycięstwu w ostatniej kolejce nad Millwall na The Den. Po ponad pięciu latach, 12 września 1936, doszło do meczu derbowego na Old Trafford, gdzie United wygrało 3:2; spotkanie obejrzało 68 796, co było wówczas rekordem frekwencji na stadionie United. W rewanżu rozegranym 9 stycznia 1937 na Maine Road zwyciężyło City 1:0, a w pomocy United zagrał Walter Winterbottom, późniejszy selekcjoner reprezentacji Anglii, dla którego był to pierwszy i jedyny występ w meczu derbowym. W sezonie 1936/1937 Manchester City zdobył pierwszy w historii klubu tytuł mistrzowski, zaś Manchester United zajął 21. miejsce i spadł z ligi. Rok później broniące tytułu City spadło z ligi, mając najwięcej zdobytych bramek ze wszystkich zespołów z dodatnim bilansem. Był to jedyny tego typu przypadek w historii angielskich rozgrywek piłkarskich.
| 29 | 11.10.1919 | Manchester City – Manchester United 3:3                                                                  |
| 29 | 11.10.1919 | (MC): Tommy Browell ?', ?', Harry Taylor ?' · (MU): Harry Taylor ?' · Stadion: Hyde Road. Widzów: 32 000 |

| 30 | 18.10.1919 | Manchester United – Manchester City 1:0                     |
| 30 | 18.10.1919 | (MU): Joe Spence ?' · Stadion: Old Trafford. Widzów: 45 000 |

| 31 | 20.11.1920 | Manchester United – Manchester City 1:1                                              |
| 31 | 20.11.1920 | (MU): Tom Miller ?' · (MC): Horace Barnes ?' · Stadion: Old Trafford. Widzów: 63 000 |

| 32 | 27.11.1920 | Manchester City – Manchester United 3:0                                                        |
| 32 | 27.11.1920 | (MC): Tommy Browell ?', Horace Barnes ?', Billy Murphy ?' · Stadion: Hyde Road. Widzów: 40 000 |

| 33 | 22.10.1921 | Manchester City – Manchester United 4:1                                                                   |
| 33 | 22.10.1921 | (MC): Horace Barnes ?', ?', ?', Jack Warner ?' · (MU): Joe Spence ?' · Stadion: Hyde Road. Widzów: 20 000 |

| 34 | 29.10.1921 | Manchester United – Manchester City 3:1                                                     |
| 34 | 29.10.1921 | (MU): Joe Spence ?', ?', ?' · (MC): Billy Murphy ?' · Stadion: Old Trafford. Widzów: 56 000 |

| 35 | 12.09.1925 | Manchester City – Manchester United 1:1                                            |
| 35 | 12.09.1925 | (MC): Sam Cowan ?' · (MU): Charlie Rennox ?' · Stadion: Maine Road. Widzów: 66 000 |

| 36 | 23.01.1926 | Manchester United – Manchester City 1:6 |
| 36 | 23.01.1926 | (MU): Charlie Rennox ?' · (MC): Billy Austin ?', ?', Frank Roberts ?', ?', Tommy Johnson ?', George Hicks ?' · Stadion: Old Trafford. Widzów: 48 567 |

| 37 | 01.09.1928 | Manchester City – Manchester United 2:2                                                                                  |
| 37 | 01.09.1928 | (MC): Frank Roberts ?', Tommy Johnson ?' · (MU): Billy Johnston ?', Jack Wilson ?' · Stadion: Maine Road. Widzów: 61 007 |

| 38 | 5.01.1929 | Manchester United – Manchester City 1:2                                                                  |
| 38 | 5.01.1929 | (MU): Bill Rawlings ?' · (MC): Tommy Johnson ?', Billy Austin ?' · Stadion: Old Trafford. Widzów: 42 555 |

| 39 | 5.10.1929 | Manchester United – Manchester City 1:3                                                                                  |
| 39 | 5.10.1929 | (MU): Harry Thomas ?' · (MC): Bobby Marshall ?', Tommy Johnson ?', Eric Brook ?' · Stadion: Old Trafford. Widzów: 57 201 |

| 40 | 08.02.1930 | Manchester City – Manchester United 0:1                  |
| 40 | 08.02.1930 | (MU): Tom Reid 15' · Stadion: Maine Road. Widzów: 64 472 |

| 41 | 4.10.1930 | Manchester City – Manchester United 4:1                                                                     |
| 41 | 4.10.1930 | (MC): Bobby Marshall ?', ?' · Tommy Tait ?', ?' · (MU): Joe Spence ?' · Stadion: Maine Road. Widzów: 45 000 |

| 42 | 7.02.1931 | Manchester United – Manchester City 1:3                                                                                |
| 42 | 7.02.1931 | (MU): Joe Spence ?' · (MC): Eric Brook ?', Ernie Toseland ?', Dave Halliday ?' · Stadion: Old Trafford. Widzów: 39 876 |

| 43 | 12.09.1936 | Manchester United – Manchester City 3:2                                                                                                   |
| 43 | 12.09.1936 | (MU): Tommy Bamford 6', Tom Manley 31', Billy Bryant 81' · (MC): Jackie Bray 43', Jimmy Heale 65' · Stadion: Old Trafford. Widzów: 68 796 |

| 44 | 9.01.1937 | Manchester City – Manchester United 1:0                   |
| 44 | 9.01.1937 | (MC): Alec Herd 30' · Stadion: Maine Road. Widzów: 62 895 |

### 1947–1950

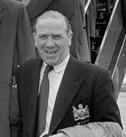
Matt Busby – w latach 1928-1936 piłkarz City; 1945-1969 menedżer United.

W 1945 roku menedżerem Manchesteru United został piłkarz City w latach 1928–1936 Matt Busby, podpisując wówczas pięcioletni kontrakt. Po II wojnie światowej Manchester United zmuszony był wciąż rozgrywać swoje mecze w roli gospodarza na stadionie lokalnego rywala – Maine Road, płacąc przy tym czynsz za wynajęcie w wysokości 5000 funtów rocznie plus ustalony procent ze sprzedaży biletów. Zniszczony 11 marca 1941 przez Luftwaffe stadion Old Trafford, został oddany ponownie do użytku w lecie 1949 roku.
W sezonie 1946/1947 Manchester City zajął 1. miejsce w Division Two i powrócił do ekstraklasy. 20 września 1947 miały miejsce pierwsze od momentu wznowienia rozgrywek ligowych derby Manchesteru. Na Maine Road padł wynik remisowy 0:0. Spotkanie obejrzało 78 tysięcy widzów, co do dziś jest rekordem frekwencji na spotkaniu derbowym. Kolejne trzy mecze również zakończyły się wynikiem nierozstrzygniętym.
3 września 1949 Manchester United w roli gospodarza wystąpił na wyremontowanym stadionie Old Trafford i pokonał lokalnego rywala 2:1; był to przedostatni mecz w karierze bramkarza City Franka Swifta, który rozegrał dla klubu 376 meczów. Na tej pozycji zastąpił go Niemiec Bert Trautmann, co początkowo wyraziło niezadowolenie wśród kibiców, którzy grozili bojkotem meczów. 31 grudnia 1949 odbyły się 50. derby Manchesteru; na Maine Road United zwyciężyło 2:1. W sezonie 1949/1950 Manchester City zajął 21. miejsce w lidze i spadł do Division Two.
| 45 | 20.09.1947 | Manchester City – Manchester United 0:0 |
| 45 | 20.09.1947 | Stadion: Maine Road. Widzów: 78 000     |

| 46 | 7.04.1948 | Manchester United – Manchester City 1:1                                             |
| 46 | 7.04.1948 | (MU): Jack Rowley ?' · (MC): Billy Linacre ?' · Stadion: Maine Road. Widzów: 71 690 |

| 47 | 11.09.1948 | Manchester City – Manchester United 0:0 |
| 47 | 11.09.1948 | Stadion: Maine Road. Widzów: 64 502     |

| 48 | 2.01.1949 | Manchester United – Manchester City 0:0 |
| 48 | 2.01.1949 | Stadion: Maine Road. Widzów: 66 485     |

| 49 | 3.09.1949 | Manchester United – Manchester City 2:1                                                     |
| 49 | 3.09.1949 | (MU): Stan Pearson 75', 88' · (MC): Jimmy Munro 34' · Stadion: Old Trafford. Widzów: 47 706 |

| 50 | 31.12.1949 | Manchester City – Manchester United 1:2                                                             |
| 50 | 31.12.1949 | (MC): Andy Black ?' · (MU): Jimmy Delaney ?', Stan Pearson ?' · Stadion: Maine Road. Widzów: 63 704 |

### 1951–1963

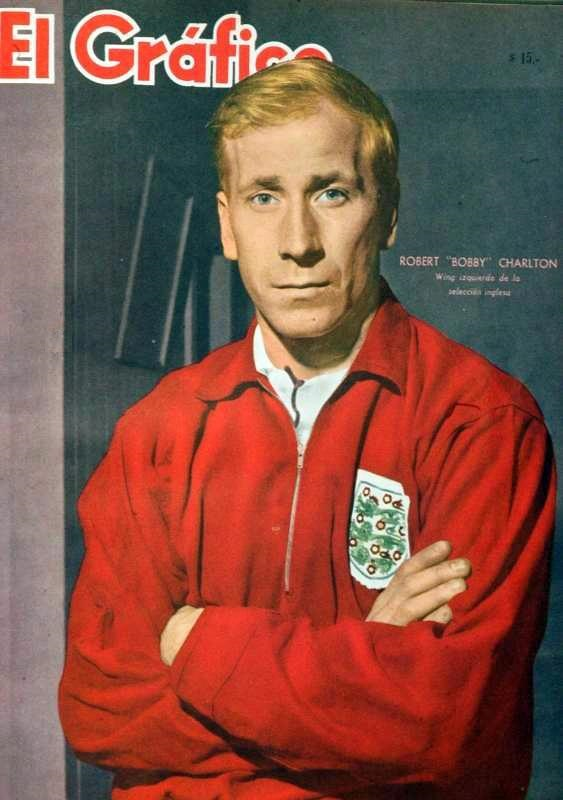
Bobby Charlton zagrał w 27 meczach derbowych i strzelił 9 bramek

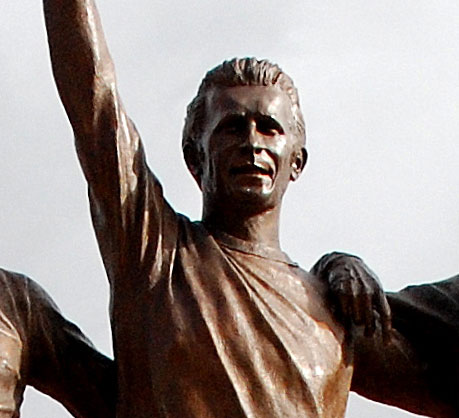
Pomnik Denisa Lawa przed stadionem Old Trafford

W sezonie 1950/1951 Manchester City zajął drugie miejsce w Division Two i powrócił do najwyższej klasy rozgrywkowej. 51. derby miały miejsce 15 września 1951 na Maine Road i zakończyły się zwycięstwem United 2:1. W rewanżu rozegranym w styczniu 1952 na Old Trafford padł remis 1:1. W kolejnych czterech meczach derbowych City wygrywało dwukrotnie, dwa razy padł remis. 25 września 1954 na Maine Road w dziewiątej kolejce City pokonało United 3:2; przy prowadzeniu City 3:1 bramkę kontaktową zdobył Jackie Blanchflower, a w końcówce goście dwukrotnie trafili w słupek. Rewanż na Old Trafford miał miejsce 12 lutego 1955. Na zmrożonym boisku City wygrało 5:0 i było to najwyższe zwycięstwo Obywateli w meczu derbowym od 1926 roku. W następnych czterech meczach raz wygrało City, trzykrotnie United.
3 września 1955 na Maine Road City wygrało z United 1:0 dzięki postawie Berta Trautmanna i było to pierwsze zwycięstwo zespołu w sezonie. Na mecz rewanżowy 31 grudnia 1955 przed Old Trafford zjawiło się 80 tys. kibiców, jednak ze względów bezpieczeństwa sprzedano niespełna 61 tys. biletów. Pierwszą bramkę przed przerwą zdobył skrzydłowy City Jack Dyson, ale w drugiej połowie United po bramkach Tommy’ego Taylora i Dennisa Violleta wyszło na prowadzenie. W końcówce meczu Roy Clarke uderzył w poprzeczkę, jednak United ostatecznie zwyciężyło i pozostało niepokonane na własnym stadionie; w sezonie 1955/1956 Manchester United nie przegrał na Old Trafford żadnego spotkania. W 1956 po raz pierwszy w historii obydwa zespoły zdobyły trofea w jednym sezonie; Manchester United został mistrzem kraju, Manchester City wywalczył Puchar Anglii.
Następne trzy mecze wygrywał Manchester United zdobywając 10 bramek i tracąc trzy. 28 grudnia 1957 roku rozegrany został drugi mecz derbowy sezonu. Dla kilku piłkarzy United, zwanymi „dziećmi Busby’ego”, był to ostatni derbowy mecz. Strzelcy bramek – Duncan Edwards i Tommy Taylor oraz Roger Byrne, Eddie Colman, David Pegg, Liam Whelan zginęli w katastrofie lotniczej pod Monachium 6 lutego 1958 roku (Edwards w wyniku odniesionych obrażeń zmarł 15 dni później w szpitalu), wracając z rozegranego dzień wcześniej, ćwierćfinałowego meczu Pucharu Europy z Crveną Zvezdą. Po raz pierwszy w derbach Manchesteru w barwach United wystąpił wówczas pomocnik Bobby Charlton.
W 65. derbach Manchesteru we wrześniu 1958 na Maine Road padł remis 1:1 po bramkach Bobby’ego Charltona z rzutu karnego w 3. i Joego Hayesa w 8. minucie spotkania. Przed rewanżem na Old Trafford United wygrało dziewięć z dziesięciu ostatnich meczów, z kolei City wygrało dwa z ostatnich dziesięciu. Spotkanie rozegrane w lutym 1959 zakończyło się zwycięstwem gospodarzy 4:1. Sezon Manchester United zakończył na 2. miejscu ze stratą 6 punktów do mistrza kraju Wolverhampton Wanderers, a Manchester City na 20. z przewagą jednego punktu nad zdegradowaną Aston Villą. W sezonie 1959/1960 na Maine Road wygrało City, a na Old Trafford padł bezbramkowy remis.
W marcu 1960 Manchester City pobił rekord transferowy na Wyspach Brytyjskich sprowadzając z Huddersfield Town za 55 tysięcy funtów Denisa Lawa, który po raz pierwszy w meczu derbowym zagrał 31 grudnia 1960 na Old Trafford; spotkanie zakończyło wygraną United 5:1, co było najwyższym zwycięstwem tego zespołu w derbach Manchesteru. 27 sierpnia 1960 po raz pierwszy mecz derbowy został przerwany z powodu obfitych opadów deszczu przy stanie 2:2. Spotkanie powtórzone 4 marca 1961 zakończyło się zwycięstwem United 3:1. 23 września 1961 w wygranym przez United 3:2 meczu na Old Trafford Nobby Stiles został pierwszym zawodnikiem, który zdobył bramkę dla swojego zespołu i bramkę samobójczą w derbach Manchesteru. W lutym 1962 na Maine Road ponownie wygrał Manchester United.
W czerwcu 1962 roku Denis Law, po rocznym pobycie we włoskim Torino FC, przeszedł za rekordową wówczas sumę 115 000 funtów do Manchesteru United. W barwach United w spotkaniu derbowym zadebiutował 15 września 1962 na Old Trafford, strzelając dwa gole wyrównując stan meczu, jednak gospodarze ulegli 2:3 po bramce Aleksa Harleya w ostatniej minucie meczu.
15 maja 1963 w przedostatniej kolejce spotkań doszło do derbów, a obydwa zespoły walczyły o utrzymanie. Manchester United zajmował przed meczem 19. pozycję z dorobkiem 31 punktów, mając jeden mecz zaległy, Manchester City był 21. z 30 punktami. Spotkanie zakończyło się remisem, który praktycznie przesądził o spadku City do Division Two. Cztery minuty przed końcem meczu Obywatele prowadzili 1:0, jednak bramkarz gospodarzy Harry Dowd faulował w polu karnym Denisa Lawa, a sędzia podyktował rzut karny, którego wykorzystał Albert Quixall. W ostatniej kolejce sezonu 1962/1963 Manchester City przegrał na Upton Park z West Hamem 1:6 i spadł do 2. ligi. Manchester United z kolei pokonał na Old Trafford Leyton Orient 3:1 i zapewnił sobie utrzymanie w ekstraklasie, mimo że zaległy mecz z Nottingham Forest przegrał.
| 51 | 15.09.1951 | Manchester City – Manchester United 1:2                                                                |
| 51 | 15.09.1951 | (MC): Johnny Hart 36' · (MU): Johnny Berry 9', Harry McShane 77' · Stadion: Maine Road. Widzów: 52 571 |

| 52 | 19.01.1952 | Manchester United – Manchester City 1:1                                                 |
| 52 | 19.01.1952 | (MU): Johnny Carey ?' · (MC): Frank McCourt 50' · Stadion: Old Trafford. Widzów: 54 245 |

| 53 | 30.08.1952 | Manchester City – Manchester United 2:1                                                            |
| 53 | 30.08.1952 | (MC): Ivor Broadis ?', Roy Clarke ?' · (MU): John Downie 75' · Stadion: Maine Road. Widzów: 56 140 |

| 54 | 3.01.1953 | Manchester United – Manchester City 1:1                                                 |
| 54 | 3.01.1953 | (MU): Stan Pearson 10' · (MC): Ivor Broadis 60' · Stadion: Old Trafford. Widzów: 47 883 |

| 55 | 5.09.1953 | Manchester City – Manchester United 2:0                                  |
| 55 | 5.09.1953 | (MC): Don Revie ?', Johnny Hart ?' · Stadion: Maine Road. Widzów: 53 097 |

| 56 | 16.01.1954 | Manchester United – Manchester City 1:1                                                 |
| 56 | 16.01.1954 | (MU): Johnny Berry ?' · (MC): Billy McAdams 87' · Stadion: Old Trafford. Widzów: 46 379 |

| 57 | 25.09.1954 | Manchester City – Manchester United 3:2 |
| 57 | 25.09.1954 | (MC): Paddy Fagan ?', Billy McAdams ?', Johnny Hart ?' · (MU)Jackie Blanchflower ?', Tommy Taylor ?' · Stadion: Maine Road. Widzów: 54 105 |

| 58 | 12.02.1955 | Manchester United – Manchester City 0:5                                                           |
| 58 | 12.02.1955 | (MC): Paddy Fagan ?', ?', Joe Hayes ?', ?',Johnny Hart ?' · Stadion: Old Trafford. Widzów: 47 914 |

| 59 | 3.09.1955 | Manchester City – Manchester United 1:0                   |
| 59 | 3.09.1955 | (MC): Joe Hayes 30' · Stadion: Maine Road. Widzów: 59 192 |

| 60 | 31.12.1955 | Manchester United – Manchester City 2:1                                                                |
| 60 | 31.12.1955 | (MU): Tommy Taylor ?', Dennis Viollet ?' · (MC): Jack Dyson ?' · Stadion: Old Trafford. Widzów: 60 956 |

| 61 | 22.09.1956 | Manchester United – Manchester City 2:0                                         |
| 61 | 22.09.1956 | (MU): Dennis Viollet ?', Liam Whelan ?' · Stadion: Old Trafford. Widzów: 53 515 |

| 62 | 2.02.1957 | Manchester City – Manchester United 2:4 |
| 62 | 2.02.1957 | (MC): Roy Clarke ?', Joe Hayes ?' · (MU): Liam Whelan ?', Tommy Taylor ?', Dennis Viollet ?', Duncan Edwards ?' · Stadion: Maine Road. Widzów: 63 872 |

| 63 | 31.08.1957 | Manchester United – Manchester City 4:1 |
| 63 | 31.08.1957 | (MU): Duncan Edwards ?', Johnny Berry ?', Dennis Viollet ?', Tommy Taylor ?' · (MC): Ken Barnes ?' · Stadion: Old Trafford. Widzów: 63 303 |

| 64 | 28.12.1957 | Manchester City – Manchester United 2:2                                                                                        |
| 64 | 28.12.1957 | (MC): Joe Hayes 8', Bill Foulkes 65' (sam) · (MU): Dennis Viollet 6', Bobby Charlton 20' · Stadion: Maine Road. Widzów: 70 493 |

| 65 | 27.09.1958 | Manchester City – Manchester United 1:1                                                 |
| 65 | 27.09.1958 | (MC): Joe Hayes 37' · (MU): Bobby Charlton 3' (k) · Stadion: Maine Road. Widzów: 62 812 |

| 66 | 16.02.1959 | Manchester United – Manchester City 4:1                                                                                              |
| 66 | 16.02.1959 | (MU): Fred Goodwin 65', Warren Bradley ?', ?', Albert Scanlon ?' · (MC): Bobby Johnstone 10' · Stadion: Old Trafford. Widzów: 59 604 |

| 67 | 19.09.1959 | Manchester City – Manchester United 3:0                                         |
| 67 | 19.09.1959 | (MC): Joe Hayes ?', ?', George Hannah 70' · Stadion: Maine Road. Widzów: 58 300 |

| 68 | 6.02.1960 | Manchester United – Manchester City 0:0 |
| 68 | 6.02.1960 | Stadion: Old Trafford. Widzów: 59 450   |

| 69 | 6.02.1960 | Manchester United – Manchester City 5:1                                                                             |
| 69 | 6.02.1960 | (MU): Alex Dawson ?', ?', ?', Bobby Charlton ?', ?' · (MC): Colin Barlow ?' · Stadion: Old Trafford. Widzów: 61 213 |

| 70 | 4.03.1961 | Manchester City – Manchester United 1:3                                                                                       |
| 70 | 4.03.1961 | (MC): David Wagstaffe 60' · (MU): Alex Dawson 18', Bobby Charlton 26', Mark Pearson 65' · Stadion: Maine Road. Widzów: 50 479 |

| 71 | 23.09.1961 | Manchester United – Manchester City 3:2 |
| 71 | 23.09.1961 | (MU): Nobby Stiles, ?', Dennis Viollet ?', Dave Ewing ?' (sam) · (MC): Nobby Stiles ?' (sam), Bobby Kennedy ?' · Stadion: Old Trafford. Widzów: 55 933 |

| 72 | 10.02.1962 | Manchester City – Manchester United 0:2                                       |
| 72 | 10.02.1962 | (MU): Phil Chisnall 55', David Herd 68' · Stadion: Maine Road. Widzów: 49 959 |

| 73 | 15.09.1962 | Manchester United – Manchester City 2:3                                                                                       |
| 73 | 15.09.1962 | (MU): Denis Law 48', ?' · (MC): Peter Dobbing 19' (k), Joe Hayes 25', Alex Harley 90' · Stadion: Old Trafford. Widzów: 49 193 |

| 74 | 15.05.1963 | Manchester City – Manchester United 1:1                                                   |
| 74 | 15.05.1963 | (MC): Alex Harley 30' · (MU): Albert Quixall 9' (k) · Stadion: Maine Road. Widzów: 52 424 |

### 1966–1974

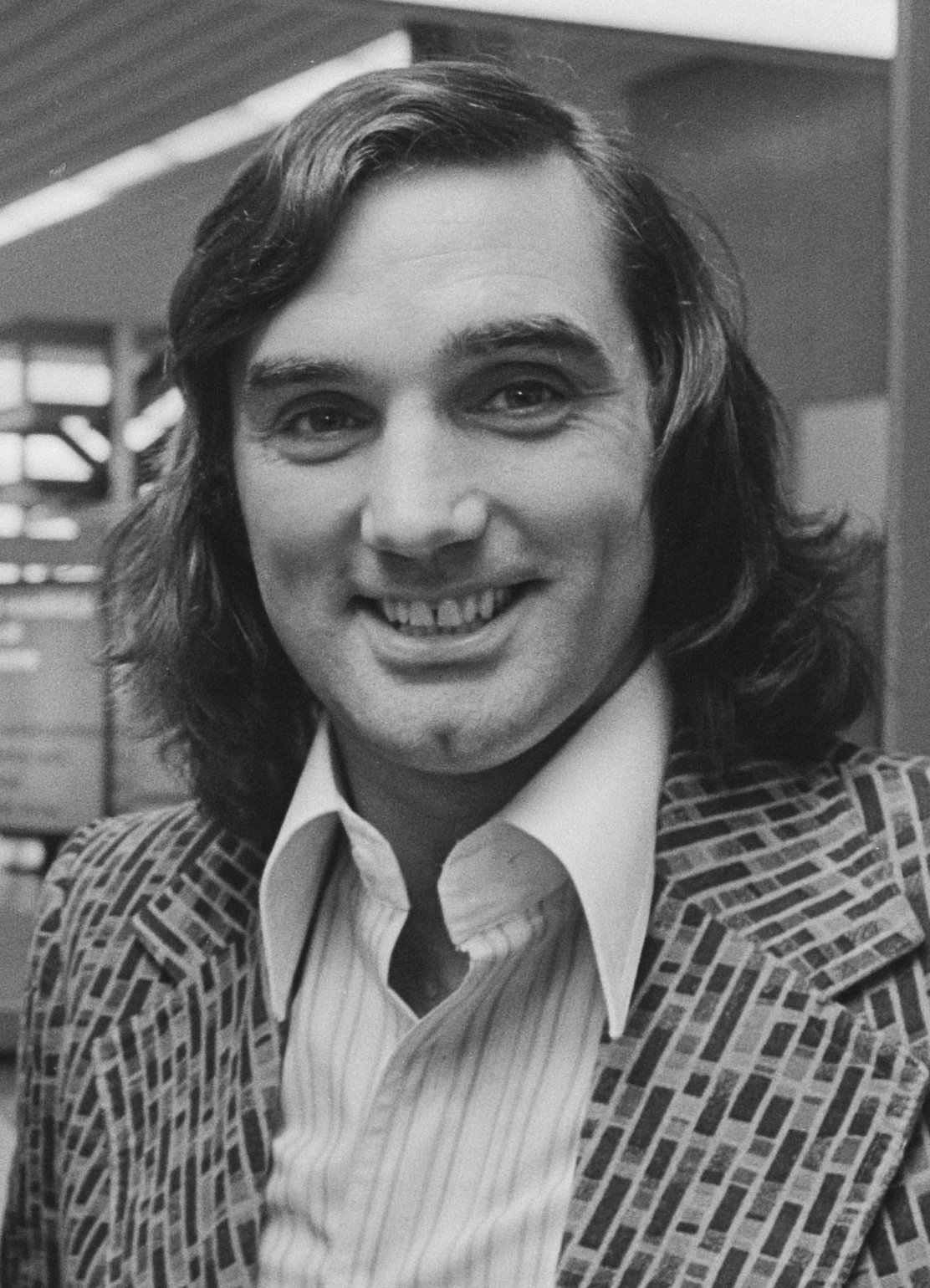
George Best zagrał w piętnastu meczach derbowych, w których strzelił 3 gole

Jako piłkarz w City i menedżer w United miałem zaszczyt uczestniczyć w derbach Manchesteru dla obu zespołów i były to najbardziej wyczekiwane mecze w sezonie. Podobnie jak w innych meczach derbowych pomiędzy Rangersami a Celtikiem, Atlético a Realem, Interem a Milanem czy Liverpoolem i Evertonem, mecze pomiędzy United a City są atrakcyjne i mają wyjątkową atmosferę.

W sezonie 1965/1966 Manchester City zajął pierwsze miejsce w Division Two. 17 września 1966 w wygranym przez United po bramce Denisa Lawa meczu na Old Trafford, po raz pierwszy w derbach Manchesteru zagrał George Best. Po raz pierwszy również w tej rywalizacji doszło do zmiany zawodnika; w 46. minucie rezerwowy Mike Doyle zastąpił Bobby’ego Kennedy’ego. Przed rewanżem na Maine Road, United zajmowało 2. miejsce, City 19., a Denis Law prowadził w klasyfikacji pod względem liczby strzelonych bramek. Mecz zakończył się wynikiem 1:1. Ostatecznie Manchester United zdobył siódmy tytuł mistrzowski, a Manchester City zajął 15. miejsce.
30 września 1967 w meczu na Maine Road zadebiutował w lidze Brian Kidd (w późniejszym okresie piłkarz City, asystent Aleksa Fegusona, Roberto Manciniego i Manuela Pellegriniego). W 32. kolejce, w meczu rewanżowym rozegranym 27 marca 1968 na Old Trafford, prowadzenie objęło United po bramce George’a Besta w 38. sekundzie meczu. W 10. minucie wyrównał Colin Bell, a bramki George’a Heslopa i Francisa Lee z rzutu karnego dały City wygraną 3:1. Po tym spotkaniu City zrównało się liczbą punktów z liderem Leeds United oraz Manchesterem United i przesunęło się na 2. pozycję w tabeli. Ostatecznie City zdobyło drugi w historii klubu tytuł mistrzowski, a United zdobyło Puchar Europy, pokonując w finale na Wembley Benfikę 4:1. Po zakończeniu sezonu z funkcji menedżera zespołu zrezygnował Matt Busby. Mistrz Anglii i zdobywca Pucharu Europy spotkali się po raz pierwszy w nowym sezonie w trzeciej kolejce 17 sierpnia 1968; mecz zakończył się bezbramkowym remisem. Kolejne cztery spotkania ligowe kończyły się zwycięstwem City.
Pod koniec 1970 roku tymczasowym menedżerem United został Matt Busby. 5 maja 1971 na Maine Road, w 42. kolejce sezonu poprowadził zespół po raz ostatni. Do przerwy prowadzili goście 3:0 po bramkach Bobby’ego Charltona, Denisa Lawa i George’a Besta. W drugiej połowie City wyrównało stan meczu na 3:3 po bramkach Freddiego Hilla, Francisa Lee, Iana Mellora, a wynik ustalił Best. 85. derby Manchesteru rozegrane zostały 6 listopada 1971 na Maine Road zakończyły się wynikiem 3:3. Do przerwy prowadzili goście po bramce siedemnastoletniego, zastępującego kontuzjowanego Denisa Lawa, Sammy’ego McIlroya, który przed południem tego samego dnia zagrał w drużynie juniorów. Na 2:0 dla United podwyższył Brian Kidd. Bramki Francisa Lee z rzutu karnego i Colina Bella dały gospodarzom wyrównanie. Następnie Alan Gowling zdobył bramkę dla gości, a wynik meczu ustalił Mike Summerbee. W kolejnych pięciu meczach City zwyciężało dwukrotnie, trzykrotnie mecz kończył się remisem.
27 kwietnia 1974, w ostatniej kolejce spotkań (United miało jeden mecz zaległy ze Stoke City na wyjeździe), doszło do meczu derbowego na Old Trafford. Czerwone Diabły, zagrożone wówczas degradacją, musiały ten mecz wygrać, by mieć jeszcze szansę na utrzymanie się. Po 80 minutach spotkania na tablicy widniał wynik 0:0. Wtedy Francis Lee podał do Denisa Lawa, a ten tyłem (piętą) skierował piłkę do bramki. Piłkarze City gratulowali mu zdobytej bramki, jednak ten zdawał sobie sprawę, że pogrążył swój były klub. Po zdobytej bramce natychmiast został zmieniony, a boisko opuszczał ze spuszczoną głową. Tuż przed końcem meczu na boisko wtargnęli kibice United, a mecz został przerwany; wynik nie został jednak unieważniony. Mimo zaległego meczu ze Stoke City, Manchester United po raz pierwszy od 1937 roku spadł z ligi, mając czteropunktową stratę do bezpiecznego miejsca. Denis Law po meczu przyznał, że nigdy nie czuł się tak przygnębiony i że strzelił bramkę, której nie powinien. Przyznał również, że nie chciał wystąpić w tym spotkaniu, ale jako profesjonalista powinien był zagrać.
| 75 | 17.09.1966 | Manchester United – Manchester City 1:0                     |
| 75 | 17.09.1966 | (MU): Denis Law 15' · Stadion: Old Trafford. Widzów: 62 085 |

| 76 | 21.01.1967 | Manchester City – Manchester United 1:1                                                     |
| 76 | 21.01.1967 | (MC): Nobby Stiles 90' (sam) · (MU): Bill Foulkes 75' · Stadion: Maine Road. Widzów: 62 983 |

| 77 | 30.09.1967 | Manchester City – Manchester United 1:2                                                   |
| 77 | 30.09.1967 | (MC): Colin Bell 5' · (MU): Bobby Charlton 22', 35' · Stadion: Maine Road. Widzów: 62 942 |

| 78 | 27.03.1968 | Manchester United – Manchester City 1:3                                                                                   |
| 78 | 27.03.1968 | (MU): George Best 1' · (MC): Colin Bell 10', George Heslop ?', Francis Lee ?' (k) · Stadion: Old Trafford. Widzów: 63 004 |

| 79 | 17.08.1968 | Manchester City – Manchester United 0:0 |
| 79 | 17.08.1968 | Stadion: Maine Road. Widzów: 63 052     |

| 80 | 8.03.1969 | Manchester United – Manchester City 0:1                          |
| 80 | 8.03.1969 | (MC): Mike Summerbee 39' · Stadion: Old Trafford. Widzów: 63 388 |

| 81 | 15.11.1969 | Manchester City – Manchester United 4:0                                                                 |
| 81 | 15.11.1969 | (MC): Neil Young 38', Colin Bell 55', 86', David Sadler 57' (sam) · Stadion: Maine Road. Widzów: 63 013 |

| 82 | 28.03.1970 | Manchester United – Manchester City 1:2                                                                 |
| 82 | 28.03.1970 | (MU): Brian Kidd 18' · (MC): Francis Lee 9' (k), Mike Doyle 24' · Stadion: Old Trafford. Widzów: 60 286 |

| 83 | 12.12.1970 | Manchester United – Manchester City 1:4                                                                      |
| 83 | 12.12.1970 | (MU): Brian Kidd 72' · (MC): Mike Doyle 15', Francis Lee 41', ?', ?' · Stadion: Old Trafford. Widzów: 52 636 |

| 84 | 5.05.1971 | Manchester City – Manchester United 3:4 |
| 84 | 5.05.1971 | (MC): Freddie Hill 46', Francis Lee 78', Ian Mellor 82' · (MU): Bobby Charlton 15', Denis Law 30', George Best 31', 75' · Stadion: Maine Road. Widzów: 43 636 |

| 85 | 6.11.1971 | Manchester City – Manchester United 3:3 |
| 85 | 6.11.1971 | (MC): Francis Lee 57' (k), Colin Bell 62', Mike Summerbee 89' · (MU): Sammy McIlroy 39', Brian Kidd 46', Alan Gowling 63' · Stadion: Maine Road. Widzów: 63 326 |

| 86 | 12.04.1972 | Manchester United – Manchester City 1:3                                                                        |
| 86 | 12.04.1972 | (MU): Martin Buchan 60' · (MC): Francis Lee 62', 66', Rodney Marsh 85' · Stadion: Old Trafford. Widzów: 56 362 |

| 87 | 18.11.1972 | Manchester City – Manchester United 3:0                                                 |
| 87 | 18.11.1972 | (MC): Colin Bell 7', 85', Martin Buchan 82' (sam) · Stadion: Maine Road. Widzów: 52 050 |

| 88 | 21.04.1973 | Manchester United – Manchester City 0:0 |
| 88 | 21.04.1973 | Stadion: Old Trafford. Widzów: 61 676   |

| 89 | 13.03.1973 | Manchester City – Manchester United 0:0 |
| 89 | 13.03.1973 | Stadion: Maine Road. Widzów: 51 131     |

| 90 | 27.04.1974 | Manchester United – Manchester City 0:1                     |
| 90 | 27.04.1974 | (MC): Denis Law 81' · Stadion: Old Trafford. Widzów: 56 996 |

### 1975–1983

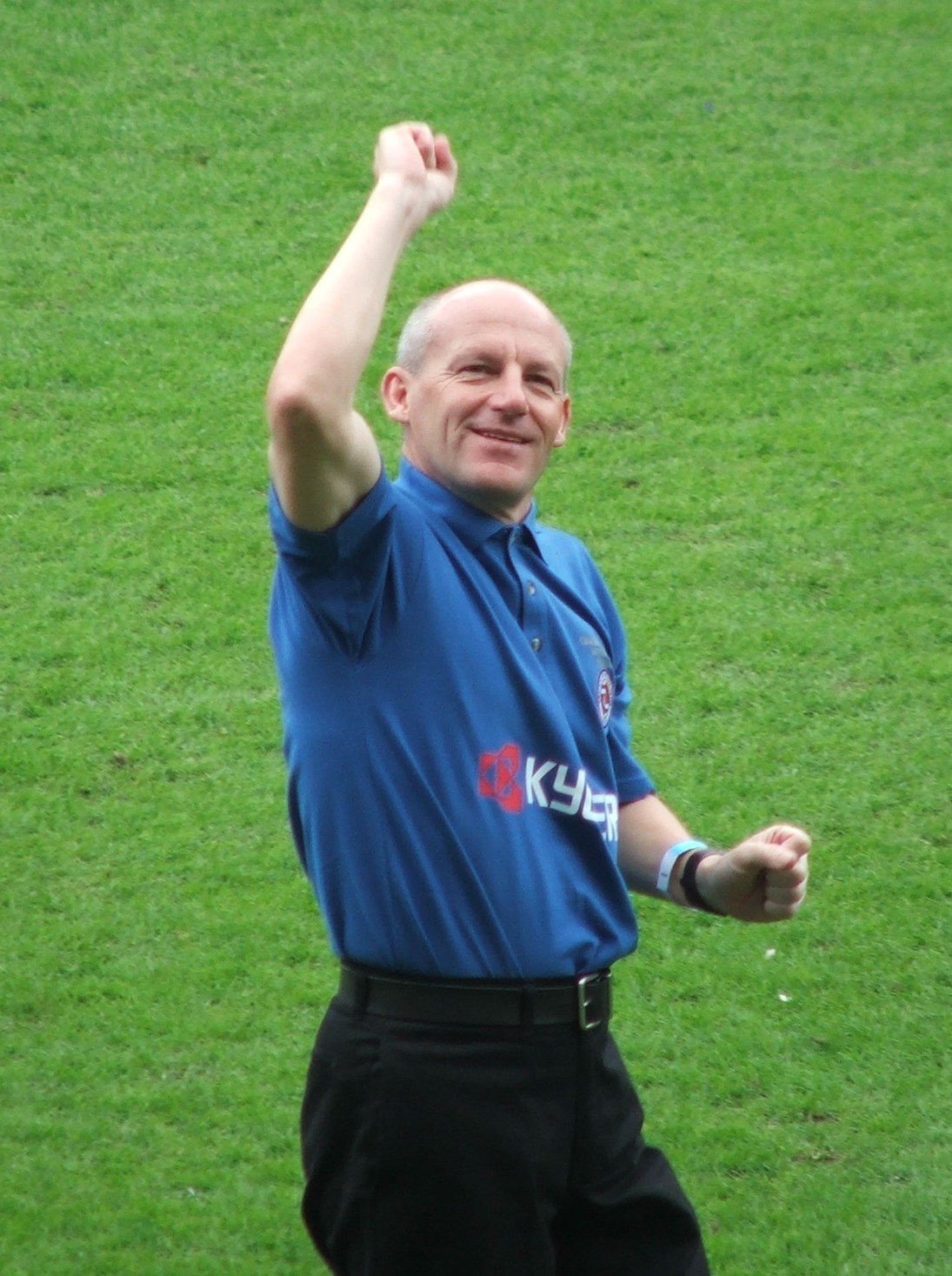
Steve Coppell – piłkarz United (1975-1983), menedżer City (1996)

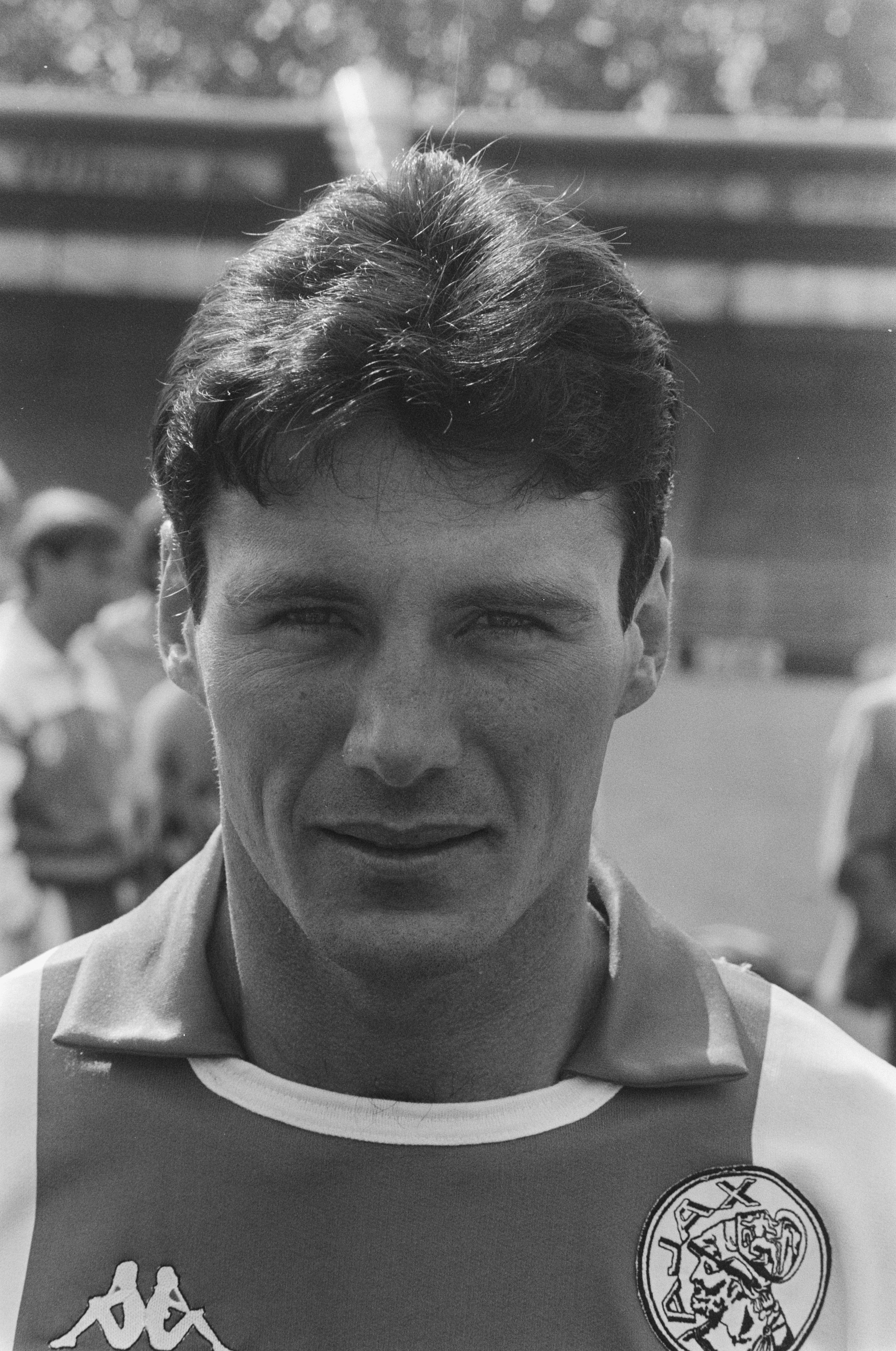
Frank Stapleton jako piłkarz Ajaksu w 1987 roku. W latach 1981–1983 zagrał w siedmiu meczach derbowych, w których strzelił pięć bramek

W sezonie 1974/1975 Manchester United zajął 1. miejsce w Division Two. 27 września 1975 mecz derbowy rozegrany na Maine Road zakończył się remisem 2:2, a wyrównującą bramkę dla City zdobył Joe Royle, w późniejszym okresie menedżer tego zespołu. Rewanż odbył się 4 maja 1976 w ostatniej kolejce sezonu i zakończył się wygraną United 2:0. W następnym sezonie do spotkania obydwu zespołów doszło 25 września 1976 na Maine Road w siódmej kolejce spotkań. United zwyciężyło 3:1 mimo prowadzenia gospodarzy i była to pierwsza porażka City w tamtych rozgrywkach. Przed drugim meczem derbowym sezonu City zajmowało 2. pozycję ze stratą jednego punktu do lidera Liverpoolu mając jeden mecz zaległy, United było 4. ze stratą siedmiu punktów do lidera mając dwa mecze zaległe. 5 marca 1977 na Old Trafford gospodarze prowadzili 3:0, a honorową bramkę dla City zdobył Dennis Tueart. Ostatecznie Manchester City został wicemistrzem kraju, a United pokonało w finale Pucharu Anglii Liverpool, mistrza Anglii sezonu 1976/1977.
W sezonie 1977/1978 po rozegraniu czterech meczów obydwa zespoły zanotowały po trzy zwycięstwa i jednym remisie, jednak City zajmowało pierwszą pozycję dzięki lepszej różnicy bramek. 10 września w piątej kolejce na Maine Road Manchester City wygrał 3:1 po dwóch bramkach Briana Kidda oraz Mike’a Channona i pozostał liderem; honorową bramkę dla United zdobył strzałem z 35 metrów Jimmy Nicholl. W rewanżu City jako wicelider z sześciopunktową stratą do Nottingham Forest zremisował na Old Trafford 2:2 i spadł na trzecie miejsce. W kolejnych trzech meczach United wygrało dwa razy, City raz.
22 marca 1980 miały miejsce 100. ligowe derby Manchesteru. Na Old Trafford zjawiło się 56 387 kibiców, a United wygrało 1:0 po bramce Mickeya Thomasa w 46. minucie meczu. 27 września 1980 United zremisowało z City 2:2, a wyrównującą bramkę dla gości zdobył Roger Palmer w ostatniej minucie spotkania. W następnych trzech meczach derbowych City zwyciężyło raz, a dwukrotnie był remis.
23 października 1982 w 105. derbach na Old Trafford padł wynik remisowy 2:2. City prowadziło do przerwy 2:0 po bramkach Dennisa Tuerta i Davida Crossa, jednak w drugiej połowie United wyrównało po dwóch golach Franka Stapletona. W meczu rewanżowym na Maine Road pomimo prowadzenia gospodarzy do przerwy, dwie bramki Franka Stapletona w drugiej połowie dały United zwycięstwo 2:1. Przed ostatnią kolejką spotkań sezonu 1982/1983 Manchester City potrzebował przynajmniej remisu w meczu na Maine Road z Luton Town, by pozostać Division One, Luton z kolei do utrzymania potrzebował wygranej. Spotkanie to wygrali goście po bramce Radomira Antica i utrzymało się, zaś City spadło z ligi.
| 91 | 27.09.1975 | Manchester City – Manchester United 2:2                                                                                       |
| 91 | 27.09.1975 | (MC): Jimmy Nicholl 21' (sam), Joe Royle 31' · (MU): David McCreery 28', Lou Macari 30' · Stadion: Maine Road. Widzów: 46 931 |

| 92 | 4.05.1976 | Manchester United – Manchester City 2:0                                          |
| 92 | 4.05.1976 | (MU): Sammy McIlroy 48', Gordon Hill 52' · Stadion: Old Trafford. Widzów: 59 528 |

| 93 | 25.09.1976 | Manchester City – Manchester United 1:3                                                                                    |
| 93 | 25.09.1976 | (MC): Dennis Tueart 7' · (MU): Steve Coppell 15', David McCreery 25', Gerry Daly 69' · Stadion: Maine Road. Widzów: 48 861 |

| 94 | 5.03.1977 | Manchester United – Manchester City 3:1                                                                                    |
| 94 | 5.03.1977 | (MU): Stuart Pearson 24', Gordon Hill 31', Steve Coppell 53' · (MC): Joe Royle 60' · Stadion: Old Trafford. Widzów: 59 595 |

| 95 | 10.09.1977 | Manchester City – Manchester United 3:1                                                                     |
| 95 | 10.09.1977 | (MC): Brian Kidd 14', 48', Mike Channon 78' · (MU): Jimmy Nicholl 87' · Stadion: Maine Road. Widzów: 50 856 |

| 96 | 15.03.1978 | Manchester United – Manchester City 2:2                                                                            |
| 96 | 15.03.1978 | (MU): Gordon Hill 8' (k), 57' (k) · (MC): Peter Barnes 77', Brian Kidd 79' · Stadion: Old Trafford. Widzów: 58 398 |

| 97 | 30.09.1978 | Manchester United – Manchester City 1:0                      |
| 97 | 30.09.1978 | (MU): Joe Jordan 90' · Stadion: Old Trafford. Widzów: 55 301 |

| 98 | 10.02.1979 | Manchester City – Manchester United 0:3                                              |
| 98 | 10.02.1979 | (MU): Steve Coppell 20', 38', Andy Ritchie 70' · Stadion: Maine Road. Widzów: 46 151 |

| 99 | 10.11.1979 | Manchester City – Manchester United 2:0                                          |
| 99 | 10.11.1979 | (MC): Tony Henry 54', Michael Robinson 73' · Stadion: Maine Road. Widzów: 50 067 |

| 100 | 22.03.1980 | Manchester United – Manchester City 1:0                         |
| 100 | 22.03.1980 | (MU): Mickey Thomas 46' · Stadion: Old Trafford. Widzów: 56 387 |

| 101 | 27.09.1980 | Manchester United – Manchester City 2:2                                                                                         |
| 101 | 27.09.1980 | (MU): Steve Coppell 31', Arthur Albiston 72' · (MC): Kevin Reeves 42', Roger Palmer 88' · Stadion: Old Trafford. Widzów: 55 918 |

| 102 | 21.02.1981 | Manchester City – Manchester United 1:0                         |
| 102 | 21.02.1981 | (MC): Steve MacKenzie 58' · Stadion: Maine Road. Widzów: 50 114 |

| 103 | 10.10.1981 | Manchester City – Manchester United 0:0 |
| 103 | 10.10.1981 | Stadion: Maine Road. Widzów: 52 037     |

| 104 | 27.02.1982 | Manchester United – Manchester City 1:1                                                |
| 104 | 27.02.1982 | (MU): Kevin Moran 39' · (MC): Kevin Reeves 17' · Stadion: Old Trafford. Widzów: 57 830 |

| 105 | 16.10.1982 | Manchester United – Manchester City 2:2                                                                           |
| 105 | 16.10.1982 | (MU): Frank Stapleton 53', 80' · (MC): Dennis Tueart 12', David Cross 47' · Stadion: Old Trafford. Widzów: 57 334 |

| 106 | 5.03.1983 | Manchester City – Manchester United 1:2                                                       |
| 106 | 5.03.1983 | (MC): Kevin Reeves 31' · (MU): Frank Stapleton 50', 75' · Stadion: Maine Road. Widzów: 45 400 |

### 1985–1987

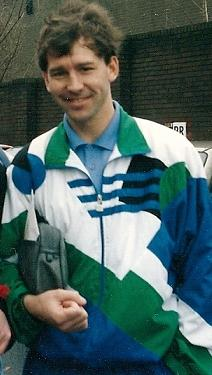
Bryan Robson zawodnik United w latach 1981–1994

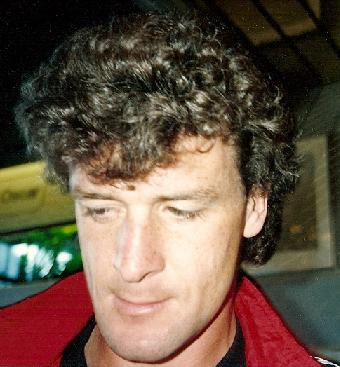
Mark Hughes strzelił w sumie 119 bramek dla United; w latach 2008–2009 menedżer City

W sezonie 1984/1985 Manchester City zajął trzecie miejsce w Division Two dzięki lepszej różnicy bramek i uzyskał awans do Division One. Do derbów Manchesteru mających miejsce 14 września 1985 zespół United przystępował jako niepokonany odnosząc siedem zwycięstw w siedmiu meczach. Na Maine Road goście odnieśli ósmą kolejną wygraną, pokonując lokalnego rywala 3:0 po bramkach Bryana Robsona z rzutu karnego, Arthura Albistona po strzale z 25 metrów i Mike’a Duxbury’ego. W meczu w barwach United zagrał między innymi Peter Barnes, zawodnik City w latach (1974–1979 i 1987–1988) oraz Mark Hughes, w późniejszym okresie menedżer City. W rewanżu rozegranym 22 marca 1986 na Old Trafford padł wynik remisowy 2:2. pomimo prowadzenia gospodarzy 2:0.
26 października 1986 po raz pierwszy przeprowadzono telewizyjną transmisję na żywo z meczu derbowego; spotkanie rozegrane na Maine Road zakończyło się remisem 1:1. 7 marca 1987 po raz pierwszy w ligowych derbach Manchester United poprowadził Alex Ferguson, zatrudniony przez klub w listopadzie 1986 po zwolnieniu Rona Atkinsona; gospodarze wygrali 2:0. Pod koniec sezonu 1986/1987 Manchester City do ostatniej kolejki walczył o utrzymanie z Leicester City i Charlton Athletic, jednak ostatecznie zajął 21. miejsce i spadł z Division One.
| 107 | 14.09.1985 | Manchester City – Manchester United 0:3                                                                |
| 107 | 14.09.1985 | (MU): Bryan Robson 8' (k), Arthur Albiston 18', Mike Duxbury 73' · Stadion: Maine Road. Widzów: 48 773 |

| 108 | 22.03.1986 | Manchester United – Manchester City 2:2 |
| 108 | 22.03.1986 | (MU): Colin Gibson 2', Gordon Strachan 60' (k) · (MC): Clive Wilson 71', Arthur Albiston 77' (sam) · Stadion: Old Trafford. Widzów: 51 274 |

| 109 | 26.10.1986 | Manchester City – Manchester United 1:1                                                   |
| 109 | 26.10.1986 | (MC): Mick McCarthy 50' · (MU): Frank Stapleton 46' · Stadion: Maine Road. Widzów: 32 440 |

| 110 | 7.03.1987 | Manchester United – Manchester City 2:0                                              |
| 110 | 7.03.1987 | (MU): Nicky Reid 63' (sam), Bryan Robson 85' · Stadion: Old Trafford. Widzów: 48 619 |

### 1989–1992

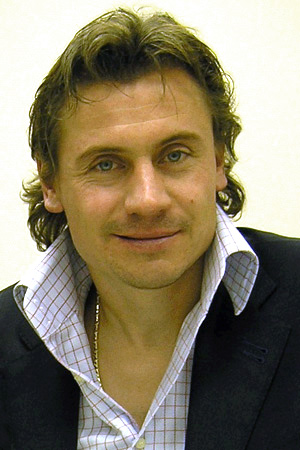
Andrei Kanchelskis – jeden z pięciu piłkarzy, którzy zdobyli 3 bramki w jednym meczu derbowym

23 września 1989 Manchester City jako beniaminek pokonał na Maine Road lokalnego rywala 5:1. Po 3 minutach po rozpoczęciu spotkania na murawę wtargnęli kibice, a sędzia zmuszony był przerwać mecz i nakazał piłkarzom obydwu drużyn zejść do szatni. Dopiero po 10 minutach po interwencji policji gra została wznowiona. Rewanż, który odbył się 3 lutego 1990, był 100. meczem derbowym na najwyższym poziomie rozgrywkowym. Spotkanie zakończyło się remisem 1:1 po bramkach Claytona Blackmore’a dla United i Iana Brightwella po strzale z 25 metrów dla City.
W pierwszym meczu derbowym sezonu 1990/1991 rozegranym 27 października na Maine Road padł wynik 3:3. Po 27 minutach City prowadziło po dwóch bramkach Davida White’a. W 37. minucie po dośrodkowaniu z rzutu wolnego Denisa Irwina bramkę kontraktową zdobył Mark Hughes. Na 3:1 w 79. minucie podwyższył Colin Hendry, jednak w końcówce meczu dwie bramki w ciągu trzech minut zdobył napastnik United Brian McClair. 4 maja 1991 na Old Trafford gospodarze wygrali 1:0 po bramce siedemnastoletniego wówczas Ryana Giggsa, dla którego był to pierwszy gol w karierze i pierwszy mecz w wyjściowym składzie.
W kolejnym sezonie 1991/1992 w listopadzie na Maine Road było 0:0. Przed meczem rewanżowym na Old Trafford na początku kwietnia United liderował w tabeli z przewagą jednego punktu nad Leeds United, City zajmowało szóstą pozycję. Prowadzenie gospodarzom dał Ryan Giggs, jednak grający od 55. minuty w dziesiątkę piłkarze City doprowadzili do wyrównania. Steve Bruce faulował w polu karnym Davida White’a, a jedenastkę wykorzystał Keith Curle.
| 111 | 23.09.1989 | Manchester City – Manchester United 5:1 |
| 111 | 23.09.1989 | (MC): David Oldfield 11', 52', Trevor Morley 13', Ian Bishop 35', Andy Hinchcliffe 62' · (MU): Mark Hughes 50' · Stadion: Maine Road. Widzów: 43 246 |

| 112 | 3.02.1990 | Manchester United – Manchester City 1:1                                                        |
| 112 | 3.02.1990 | (MU): Clayton Blackmore 70' · (MC): Ian Brightwell 73' · Stadion: Old Trafford. Widzów: 40 274 |

| 113 | 27.10.1990 | Manchester City – Manchester United 3:3                                                                                            |
| 113 | 27.10.1990 | (MC): David White 20', 26', Colin Hendry 79' · (MU): Mark Hughes 36', Brian McClair 81', 84' · Stadion: Maine Road. Widzów: 36 427 |

| 114 | 4.05.1991 | Manchester United – Manchester City 1:0                      |
| 114 | 4.05.1991 | (MU): Ryan Giggs 22' · Stadion: Old Trafford. Widzów: 45 286 |

| 115 | 16.11.1991 | Manchester City – Manchester United 0:0 |
| 115 | 16.11.1991 | Stadion: Maine Road. Widzów: 38 180     |

| 116 | 7.04.1992 | Manchester United – Manchester City 1:1                                                  |
| 116 | 7.04.1992 | (MU): Ryan Giggs 20' · (MC): Keith Curle 62' (k) · Stadion: Old Trafford. Widzów: 46 781 |

## Mecze w Premier League

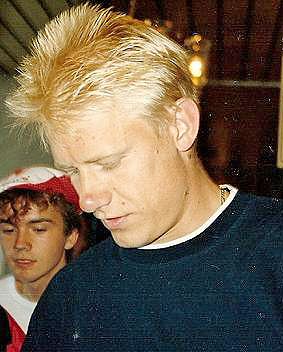
Peter Schmeichel – 8 lat w United, 1 w City – The Great Dane nigdy nie przegrał meczu derbowego

### 1992–1996
Pierwsze derby Manchesteru w Premier League miały miejsce 6 grudnia 1992 na Old Trafford, a Manchester United pokonał City 2:1. W barwach gospodarzy zadebiutował jako rezerwowy Éric Cantona. W rewanżu w 35. kolejce 20 marca 1993 padł wynik remisowy 1:1. Manchester United wygrał ostatnich siedem meczów sezonu i zdobył tytuł mistrzowski po 25 latach.
7 listopada 1993 roku na Maine Road United pokonało City 3:2, mimo iż do przerwy było 2:0 dla Obywateli. Po dwie bramki w tym spotkaniu zdobyli Niall Quinn dla City i Éric Cantona dla United, zaś decydującą o zwycięstwie gości bramkę zdobył w 87. minucie spotkania, sprowadzony przed sezonem z Nottingham Forest za 3750 tysięcy funtów Roy Keane. W rewanżu w kwietniu 1994 Manchester United wygrał 2:0 po bramkach Cantony i umocniło się na pozycji lidera. W ostatnich czterech meczach United zanotowało trzy wygrane oraz remis i zdobyło drugie z rzędu mistrzostwo Anglii. W listopadzie 1994 na Old Trafford United wygrało 5:0, a hat trick ustrzelił Andriej Kanczelskis, który parę sezonów później zaliczył kilka występów w barwach Manchesteru City. W meczu rewanżowym rozegranym 11 lutego 1995 na Maine Road Manchester United wygrał 3:0.
W sezonie 1995/1996 miały miejsce ostatnie mecze derbowe w tej dekadzie. Spowodowane było to spadkiem City do niższej ligi. W połowie października 1995 roku bramka dwudziestoletniego wówczas Paula Scholesa zdecydowała o zwycięstwie United. Na początku kwietnia United walczył z Newcastle United o mistrzostwo, a Manchester City bronił się przed spadkiem. 6 kwietnia 1996 na Maine Road Czerwone Diabły wygrały 3:2. Pierwszą bramkę zdobył z rzutu karnego Éric Cantona, wyrównał Micheil Kawelaszwili, jednak prowadzenie przed przerwą dał gościom Andrew Cole. Na 2:2 strzelił Uwe Rösler, jednak minutę później wynik meczu ustalił Ryan Giggs. Manchester City przed ostatnią kolejką zajmował 18. spadkowe miejsce. Na Maine Road podejmował Liverpool i potrzebował wygranej przy jednoczesnej stracie punktów przez Coventry City i Southampton oraz ewentualnej przegranej Sheffield Wednesday, by uniknąć degradacji. Wszystkie cztery zespoły walczące o utrzymanie zremisowały swoje mecze i City spadło z Premier League. Manchester United z kolei zdobył podwójną koronę wygrywając ligę i w rozgrywkach o Puchar Anglii.
| 117 | 6.12.1992 | Manchester United – Manchester City 2:1                                                             |
| 117 | 6.12.1992 | (MU): Paul Ince 20', Mark Hughes 74' · (MC):Niall Quinn 76' · Stadion: Old Trafford. Widzów: 35 408 |

| 118 | 20.03.1993 | Manchester City – Manchester United 1:1                                              |
| 118 | 20.03.1993 | (MC): Niall Quinn 58' · (MU): Éric Cantona 71' · Stadion: Maine Road. Widzów: 37 136 |

| 119 | 7.11.1993 | Manchester City – Manchester United 2:3                                                                       |
| 119 | 7.11.1993 | (MC): Niall Quinn 22', 32' · (MU): Éric Cantona 52', 78', Roy Keane 87' · Stadion: Maine Road. Widzów: 35 155 |

| 120 | 23.04.1994 | Manchester United – Manchester City 2:0                             |
| 120 | 23.04.1994 | (MU): Éric Cantona 40', 45' · Stadion: Old Trafford. Widzów: 44 333 |

| 121 | 10.11.1994 | Manchester United – Manchester City 5:0                                                                            |
| 121 | 10.11.1994 | (MU): Éric Cantona 24', Andriej Kanczelskis 43', 47', 89', Mark Hughes 70' · Stadion: Old Trafford. Widzów: 43 738 |

| 122 | 11.02.1995 | Manchester City – Manchester United 0:3                                                             |
| 122 | 11.02.1995 | (MU): Paul Ince 58', Andriej Kanczelskis 74', Andrew Cole 78' · Stadion: Maine Road. Widzów: 26 368 |

| 123 | 14.10.1995 | Manchester United – Manchester City 1:0                       |
| 123 | 14.10.1995 | (MU): Paul Scholes 5' · Stadion: Old Trafford. Widzów: 35 707 |

| 124 | 6.04.1996 | Manchester City – Manchester United 2:3 |
| 124 | 6.04.1996 | (MC): Micheil Kawelaszwili 42', Uwe Rösler 72' · (MU): Éric Cantona 7' (k) ,Andrew Cole 42', Ryan Giggs 78' · Stadion: Maine Road. Widzów: 29 688 |

### 2000–2001
W latach 1996–2000 Manchester City przez 3 sezony występował w Nationwide Division One oraz przez jeden w Nationwide Division Two. W tym czasie Czerwone Diabły zdobyły dwa tytuły mistrza kraju, jeden Puchar Anglii i raz zwyciężyli w Lidze Mistrzów. W ostatniej kolejce sezonu 1999/2000 2. ligi, Manchester City po zwycięstwie na Blackburn Rovers na Ewood Park, zapewnił sobie awans do Premier League.
Pierwsze derby, po powrocie City do Premier League, miały miejsce w listopadzie 2000 roku. Na Maine Road Manchester United po bramce z rzutu wolnego z ponad 30 metrów Davida Beckhama zwyciężył 1:0. W rewanżu w kwietniu 2001 roku padł wynik remisowy 1:1. W tym meczu Roy Keane brutalnie sfaulował Alf-Inge Hålanda, po czym otrzymał czerwoną kartkę. Keane w swojej książce wydanej rok później przyznał, że zrobił to celowo. Piłkarz Manchesteru United w 1997 roku walcząc o piłkę z Hålandem (grającym wtedy dla Leeds) doznał groźnej kontuzji, zaś Norweg oskarżał go o symulowanie i wymuszenie rzutu karnego. Po tym zajściu Keane musiał pauzować przez siedem miesięcy. Håland również odczuwał starcie z meczu derbowego i niebawem zakończył karierę.
Po roku pobytu w najwyższej klasie rozgrywkowej Manchester City ponownie spadł do Division One.
| 125 | 18.11.2000 | Manchester City – Manchester United 0:1                      |
| 125 | 18.11.2000 | (MU): David Beckham 2' · Stadion: Maine Road. Widzów: 34 429 |

| 126 | 21.04.2001 | Manchester United – Manchester City 1:1                                                       |
| 126 | 21.04.2001 | (MU): Teddy Sheringham 71' (k) · (MC):Steve Howey 84' · Stadion: Old Trafford. Widzów: 67 535 |

### 2002–2008
Jesteśmy szczęśliwi. Graliśmy z Manchesterem United dwa razy i nie przegraliśmy. Nie wiem ile zespołów będzie mogło tego dokonać w tym sezonie, ale podejrzewam, że można będzie policzyć je na palcach jednej ręki, może nawet tylko na dwóch palcach.

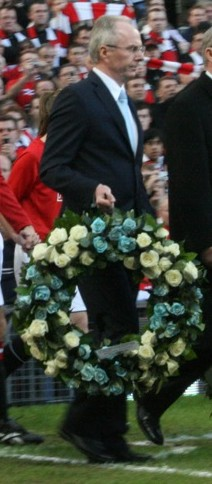
10 lutego 2008 roku – ówczesny menedżer City Sven Goran Eriksson tuż przed spotkaniem derbowym na Old Trafford; obchodzono wówczas 50 rocznicę katastrofy lotniczej pod Monachium, w której zginęły 23 osoby, w tym ośmiu piłkarzy Manchesteru United oraz bramkarz Manchesteru City Frank Swift

9 listopada 2002 miał miejsce ostatni mecz derbowy na stadionie Maine Road, który wkrótce został zburzony, a w jego miejscu zbudowano nowe osiedle mieszkaniowe. Pierwszą bramkę zdobył Nicolas Anelka, jednak trzy minuty później wyrównał Ole Gunnar Solskjær. Następnie do siatki United dwukrotnie piłkę posłał Shaun Goater, co było jego 99. i 100. trafieniem w barwach Obywateli. W rewanżu w lutym 2003 padł remis 1:1. W sezonie 2002/2003 w barwach City występował Peter Schmeichel, który jako bramkarz obydwu zespołów nie przegrał żadnego derbowego spotkania.
W następnym sezonie 13 grudnia 2003 na Old Trafford gospodarze wygrali 3:1, zaś 14 marca 2004 po raz pierwszy rozegrano mecz derbowy na nowym obiekcie City of Manchester Stadium. Manchester City wygrał 4:1 i było to pierwsze zwycięstwo zespołu na własnym stadionie od niespełna pięciu miesięcy.
7 listopada 2004 na Old Trafford pomimo przewagi United mecz zakończył się bezbramkowym remisem, a w końcówce meczu czerwoną kartkę za faul na Richardzie Dunnie otrzymał Alan Smith. W meczu rewanżowym na City of Manchester Stadium Steve McManaman nie wykorzystał dogodnej do zdobycia gola sytuacji, oddając niecelny strzał z trzech metrów i goście wygrali 2:0 po bramkach Wayne’a Rooneya i samobójczej Richarda Dunna.
W pierwszym meczu derbowym sezonu 2005/2006 we wrześniu na Old Trafford mecz zakończył się remisem 1:1, pomimo większej liczby sytuacji podbramkowych gospodarzy. Pierwszą bramkę zdobył Ruud van Nistelrooy, a wyrównał Joey Barton. W doliczonym czasie gry Andrew Cole, zawodnik United w latach 1995–2001, mógł dać zwycięstwo City, ale jego strzał z dziesięciu metrów obronił Edwin van der Sar. Przed rewanżem w styczniu Manchester United nie przegrał w lidze od dwunastu spotkań. Na City of Manchester Stadium The Citizens zakończyli serię lokalnego rywala wygrywając 3:1; goście grali przez ponad pół godziny w osłabieniu po czerwonej kartce dla Cristiano Ronaldo.
Przed 135. derbami Manchesteru Czerwone Diabły zajmowały 1. miejsce z dziewięciopunktową przewagą nad Chelsea, Manchester City był dwunasty. Mecz zakończył się zwycięstwem Manchesteru United po bramkach Wayne’a Rooneya, Louisa Sahy i Cristiano Ronaldo i umocnił się na pozycji lidera. 5 maja 2007 w 36. kolejce na City of Manchester Stadium Manchester United wygrał 1:0 po bramce Cristiano Ronaldo z rzutu karnego, w drugiej połowie karnego dla City nie wykorzystał Darius Vassell. Remis w rozegranym dzień później meczu Arsenal – Chelsea spowodował, iż United zdobyło tytuł mistrzowski.
W sezonie 2007/2008 obydwa mecze wygrała drużyna City. W sierpniu w 3. kolejce na City of Manchester Stadium Obywatele wygrali 1:0. 6 lutego 2008 przypadała 50. rocznica katastrofy lotniczej pod Monachium, a cztery dni później na Old Trafford przed meczem derbowym uczczono minutą ciszy osoby (w większości piłkarzy United), które straciły życie w tej tragedii. Piłkarze założyli repliki koszulek z sezonu 1957/1958 bez nazwy sponsorów, ponadto piłkarze United zagrali z numerami od 1 do 11. Mecz zakończył się wygraną City 2:1 i było to pierwsze zwycięstwo na terenie lokalnego rywala od 1974. Ostatni dublet, jaki zaliczyła drużyna City, miał miejsce w sezonie 1969/1970. Manchester United walczył z Chelsea o mistrzostwo, mając przed ostatnią kolejką taką samą liczbę punktów, jednak lepszą różnicę bramek i dzięki zwycięstwu na JJB Stadium z Wigan Athletic ostatecznie wywalczył 17. w historii klubu tytuł mistrzowski, a także wygrał Ligę Mistrzów.
| 127 | 9.11.2002 | Manchester City – Manchester United 3:1                                                                            |
| 127 | 9.11.2002 | (MC):Nicolas Anelka 5', Shaun Goater 26', 51' · (MU): Ole Gunnar Solskjær 8' · Stadion: Maine Road. Widzów: 34 649 |

| 128 | 9.02.2003 | Manchester United – Manchester City 1:1                                                       |
| 128 | 9.02.2003 | (MU): Ruud van Nistelrooy 18' · (MC):Shaun Goater 86' · Stadion: Old Trafford. Widzów: 67 646 |

| 129 | 13.12.2003 | Manchester United – Manchester City 3:1                                                                                      |
| 129 | 13.12.2003 | (MU): Paul Scholes 7', 73', Ruud van Nistelrooy 34' · (MC):Shaun Wright-Phillips 52' · Stadion: Old Trafford. Widzów: 67 645 |

| 130 | 14.03.2004 | Manchester City – Manchester United 4:1 |
| 130 | 14.03.2004 | (MC): Robbie Fowler 3', Jon Macken 32', Trevor Sinclair 73', Shaun Wright-Phillips 90' · (MU): Paul Scholes 35' · Stadion: City of Manchester Stadium. Widzów: 47 284 |

| 131 | 7.11.2004 | Manchester United – Manchester City 0:0 |
| 131 | 7.11.2004 | Stadion: Old Trafford. Widzów: 67 863   |

| 132 | 13.02.2005 | Manchester City – Manchester United 0:2                                                               |
| 132 | 13.02.2005 | (MU): Wayne Rooney 68', Richard Dunne 75' (sam) · Stadion: City of Manchester Stadium. Widzów: 47 211 |

| 133 | 10.09.2005 | Manchester United – Manchester City 1:1                                                        |
| 133 | 10.09.2005 | (MU): Ruud van Nistelrooy 45' · (MC): Joey Barton 76' · Stadion: Old Trafford. Widzów: 67 839] |

| 134 | 14.01.2006 | Manchester City – Manchester United 3:1 |
| 134 | 14.01.2006 | (MC): Trevor Sinclair 32', Darius Vassell 39', Robbie Fowler 90' · (MU): Ruud van Nistelrooy 76' · Stadion: City of Manchester Stadium. Widzów: 47 192 |

| 135 | 9.12.2006 | Manchester United – Manchester City 3:1                                                                                          |
| 135 | 9.12.2006 | (MU): Wayne Rooney 6', Louis Saha 45', Cristiano Ronaldo 84' · (MC): Hatem Trabelsi 72' · Stadion: Old Trafford. Widzów: 75 858] |

| 136 | 5.05.2007 | Manchester City – Manchester United 0:1                                               |
| 136 | 5.05.2007 | (MU): Cristiano Ronaldo 34' (k) · Stadion: City of Manchester Stadium. Widzów: 47 244 |

| 137 | 19.08.2007 | Manchester City – Manchester United 1:0                                  |
| 137 | 19.08.2007 | (MC): Geovanni 34' · Stadion: City of Manchester Stadium. Widzów: 44 955 |

| 138 | 10.02.2008 | Manchester United – Manchester City 1:2                                                                             |
| 138 | 10.02.2008 | (MU): Michael Carrick 90' · (MC): Darius Vassell 25', Benjani Mwaruwari 45' · Stadion: Old Trafford. Widzów: 75 970 |

### 2008–2016
1 września 2008 Manchester City został przejęty przez Abu Dhabi United Group, a prezesem klubu został Chaldun al-Mubarak. 30 listopada 2008 na City of Manchester Stadium wygrało United po bramce Wayne’a Rooneya, dla którego był to 100. gol dla klubu. Przed 35. kolejką Manchester United był liderem z sześciopunktową przewagą nad Liverpoolem i Chelsea. 10 maja 2009 na Old Trafford gospodarze zwyciężyli 2:0 po bramkach Carlosa Teveza, który dwa miesiące później przeszedł do City i Cristiano Ronaldo. Remis z Arsenalem na Old Trafford w przedostatniej kolejce dał Czerwonym Diabłom 18. tytuł mistrzowski.
20 września 2009 roku odbyło się spotkanie, które Alex Ferguson określił mianem „najlepszych derbów w historii”. Prowadzenie gospodarzom dał Wayne Rooney w 2. minucie, a wyrównał Gareth Barry kwadrans później. Po przerwie na 2:1 dla Manchesteru United strzelił Darren Fletcher, a ponowne wyrównanie dla City dał w 52. minucie Craig Bellamy. Po raz trzeci w tym spotkaniu na prowadzenie gospodarzy wyprowadził Fletcher, a w 90. minucie na 3:3 bramkę zdobył Bellamy. Zwycięskiego gola dla United zdobył rezerwowy Michael Owen w szóstej minucie doliczonego czasu gry. Mecz ten został wybrany najlepszym meczem dwudziestolecia Premier League, w głosowaniu na Best Match in the Premier League's 20 Seasons Awards. W spotkaniu na City of Manchester Stadium w kwietniu 2010 ponownie wygrał Manchester United po bramce Paula Scholesa w doliczonym czasie gry.
W sezonie 2010/2011 spotkanie na City of Manchester Stadium zakończyło się bezbramkowym remisem, zaś rewanż zwycięstwem Czerwonych Diabłów 2:1. Przy stanie 1:1 w 78. minucie bramkę z przewrotki zdobył Wayne Rooney. Gol został uznany najlepszym w dwudziestoleciu Premier League w głosowaniu na Best Goal in the Premier League's 20 Seasons Awards. Manchester United zapewnił sobie 19. tytuł w przedostatniej kolejce remisując na Ewood Park z Blackburn Rovers. Manchester City zdobył pierwsze trofeum od 35 lat, pokonując w finale Pucharu Anglii na Wembley Stoke City.

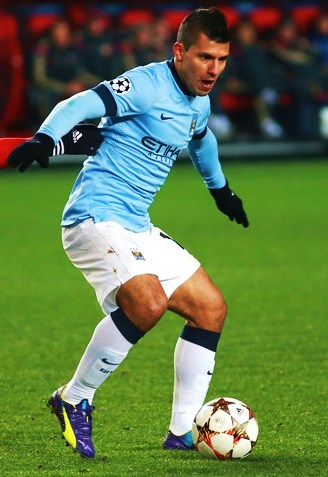
Sergio Agüero – strzelec siedmiu bramek w derbach Manchesteru

23 października 2011 po raz pierwszy w historii doszło do meczu derbowego, gdy obydwie drużyny zajmowały 1. i 2. miejsce w tabeli. City wygrało spotkanie 6:1 i było to najwyższe zwycięstwo Obywateli w wyjazdowym meczu derbowym od 56 lat, zarazem pierwsza porażka United w sezonie, które od 47. minuty grało w osłabieniu po czerwonej kartce dla Jonny’ego Evansa za faul na wychodzącym sam na sam z Davidem de Geą Mario Balotellim. Czerwone Diabły po raz ostatni straciły na Old Trafford sześć bramek w 1930 roku; ulegli wówczas Huddersfield Town 0:6. Było to również pierwsze zwycięstwo Manchesteru City w derbach, odkąd został przejęty przez Abu Dhabi United Group. Przed meczem rewanżowym, po 35 kolejkach United prowadziło w tabeli z trzypunktową przewagą nad City. Spotkanie rozegrane 30 kwietnia 2012 na City of Manchester Stadium zakończyło się zwycięstwem gospodarzy 1:0 po bramce Vincenta Kompany’ego i City wyprzedziło lokalnego rywala w tabeli dzięki lepszej różnicy bramek, odrabiając ośmiopunktową stratę. W meczu doszło do spięcia pomiędzy menedżerami obydwu zespołów, Roberto Mancinim i Aleksem Fergusonem. Szkot oskarżył Manciniego o wywieranie presji na arbitrze technicznym Mike’u Jonesie po faulu Nigela de Jonga na Dannym Welbecku. Ostatnie dwa mecze sezonu City wygrało i po 44 latach zdobyło mistrzowski tytuł.
9 grudnia 2012 na City of Manchester Stadium Manchester United pokonał City 3:2 po bramce Robina van Persie w trzeciej minucie doliczonego czasu gry, co zakończyło 37-meczową serię bez porażki Manchesteru City. Po 31 kolejkach United było liderem z ośmiopunktową przewagą nad City, jednak uległ w derbach rozegranych 8 kwietnia 2013 na Old Trafford 1:2; było to ostatnie spotkanie derbowe Aleksa Fergusona. Sezon 2012/2013 Manchester United zakończył na pierwszym miejscu zdobywając 20. tytuł mistrzowski, Manchester City na drugim.
Pierwszy mecz derbowy sezonu 2013/2014 rozegrany został we wrześniu 2014 na City of Manchester Stadium Obywatele wygrali 4:1. 25 marca 2014 miały miejsce 150. derby Manchesteru. Na Old Trafford goście wygrali 3:0 i awansowali na pozycję lidera mając jeden mecz zaległy. Było to również trzecie z rzędu zwycięstwo City na stadionie lokalnego rywala. W ostatniej kolejce City wygrało z West Hamem i zdobyło 4. w historii klubu tytuł mistrzowski.
2 listopada 2014 na City of Manchester Stadium po bramce Sergio Agüero wygrało City 1:0, a przed przerwą czerwoną kartkę dostał Chris Smalling. W meczu rewanżowym na Old Trafford rozegranym 12 kwietnia 2015 United pokonało City 4:2 pomimo prowadzenia gości 0:1. W 89. minucie spotkania bramkę honorową dla gości zdobył Agüero i był to jego 100. gol w barwach Obywateli. Było to szóste zwycięstwo z rzędu Czerwonych Diabłów w lidze, którzy umocnili się na 3. miejscu, zwiększając przewagę nad lokalnym rywalem w tabeli do czterech punktów. Ostatecznie Manchester City został wicemistrzem kraju, zaś Manchester United uplasował się na 4. pozycji, uzyskując awans do IV rundy kwalifikacyjnej Ligi Mistrzów.
170. derby Manchesteru rozegrane zostały 25 października 2015 na Old Trafford i zakończyły się bezbramkowym remisem. Przed spotkaniem rewanżowym City zajmowało 4. pozycję z czterema punktami przewagi nad piątym United. Mecz na Etihad Stadium zakończył się zwycięstwem gości 1:0, a zwycięską bramkę zdobył w 16. minucie Marcus Rashford, który mając 18 lat i 141 dni, został najmłodszym zdobywcą gola w derbach Manchesteru w Premier League. Sezon obydwie drużyny zakończyły z taką samą liczbą punktów, jednak Manchester City dzięki lepszemu stosunkowi bramek uplasował się na 4. pozycji, gwarantując sobie grę w kwalifikacjach do Ligi Mistrzów, Manchester United zajął 5. miejsce dające udział w fazie grupowej Ligi Europy. Obydwa zespoły w sezonie 2015/2016 zdobyły po jednym trofeum: Manchester City Puchar Ligi, zaś Manchester United Puchar Anglii.
| 139 | 30.11.2008 | Manchester City – Manchester United 0:1                                      |
| 139 | 30.11.2008 | (MU): Wayne Rooney 42' · Stadion: City of Manchester Stadium. Widzów: 47 320 |

| 140 | 10.05.2009 | Manchester United – Manchester City 2:0                                               |
| 140 | 10.05.2009 | (MU): Cristiano Ronaldo 18', Carlos Tévez 45' · Stadion: Old Trafford. Widzów: 75 464 |

| 141 | 20.09.2009 | Manchester United – Manchester City 4:3 |
| 141 | 20.09.2009 | (MU): Wayne Rooney 2', Darren Fletcher 49', 81', Michael Owen 90+6' · (MC): Gareth Barry 16', Craig Bellamy 52', 90' · Stadion: Old Trafford. Widzów: 75 066 |

| 142 | 17.04.2010 | Manchester City – Manchester United 0:1                                        |
| 142 | 17.04.2010 | (MU): Paul Scholes 90+3' · Stadion: City of Manchester Stadium. Widzów: 47 019 |

| 143 | 10.11.2010 | Manchester City – Manchester United 0:0             |
| 143 | 10.11.2010 | Stadion: City of Manchester Stadium. Widzów: 47 210 |

| 144 | 12.02.2011 | Manchester United – Manchester City 2:1                                                          |
| 144 | 12.02.2011 | (MU): Nani 41', Wayne Rooney 78' · (MC): David Silva 65' · Stadion: Old Trafford. Widzów: 75 322 |

| 145 | 23.10.2011 | Manchester United – Manchester City 1:6 |
| 145 | 23.10.2011 | (MU): Darren Fletcher 81' · (MC): Mario Balotelli 23', 60', Sergio Agüero 69', Edin Džeko 89', 90+3', David Silva 90+1' · Stadion: Old Trafford. Sędziował: Mark Clattenburg. Widzów: 75 487 |

| 146 | 30.04.2012 | Manchester City – Manchester United 1:0                                                          |
| 146 | 30.04.2012 | (MC): Vincent Kompany 45+1' · Stadion: Etihad Stadium. Sędziował: Andre Marriner. Widzów: 47 259 |

| 147 | 9.12.2012 | Manchester City – Manchester United 2:3 |
| 147 | 9.12.2012 | (MC): Yaya Touré 60', Pablo Zabaleta 86' · (MU): Wayne Rooney 16', 29', Robin van Persie 90+3' · Stadion: Etihad Stadium. Sędziował: Martin Atkinson. Widzów: 47 166 |

| 148 | 8.04.2013 | Manchester United – Manchester City 1:2                                                                                                   |
| 148 | 8.04.2013 | (MU): Vincent Kompany 59' (sam) · (MC): James Milner 51', Sergio Agüero 78' · Stadion: Old Trafford. Sędziował: Mike Dean. Widzów: 75 498 |

| 149 | 22.09.2013 | Manchester City – Manchester United 4:1 |
| 149 | 22.09.2013 | (MC): Sergio Agüero 16', 47', Yaya Touré 45+1', Samir Nasri 50' · (MU): Wayne Rooney 86', Robin van Persie 90+3' · Stadion: Etihad Stadium. Sędziował: Howard Webb. Widzów: 47 156 |

| 150 | 25.03.2014 | Manchester United – Manchester City 0:3                                                                     |
| 150 | 25.03.2014 | (MC): Edin Džeko 1', 56', Yaya Touré 90' · Stadion: Old Trafford. Sędziował: Michael Oliver. Widzów: 75 203 |

| 151 | 2.11.2014 | Manchester City – Manchester United 1:0                                                      |
| 151 | 2.11.2014 | (MC): Sergio Agüero 63' · Stadion: Etihad Stadium. Sędziował: Michael Oliver. Widzów: 45 358 |

| 152 | 12.04.2015 | Manchester United – Manchester City 4:2 |
| 152 | 12.04.2015 | (MU): Ashley Young 14', Marouane Fellaini 27', Juan Mata 67', Chris Smalling 71' · (MC): Sergio Agüero 8', 89' · Stadion: Old Trafford. Sędziował: Mark Clattenburg. Widzów: 75 313 |

| 153 | 25.10.2015 | Manchester United – Manchester City 0:0                            |
| 153 | 25.10.2015 | Stadion: Old Trafford. Sędziował: Mark Clattenburg. Widzów: 75 329 |

| 154 | 20.03.2016 | Manchester City – Manchester United 0:1                                                        |
| 154 | 20.03.2016 | (MU): Marcus Rashford 16' · Stadion: Etihad Stadium. Sędziował: Michael Oliver. Widzów: 54 557 |

### 2016–2026

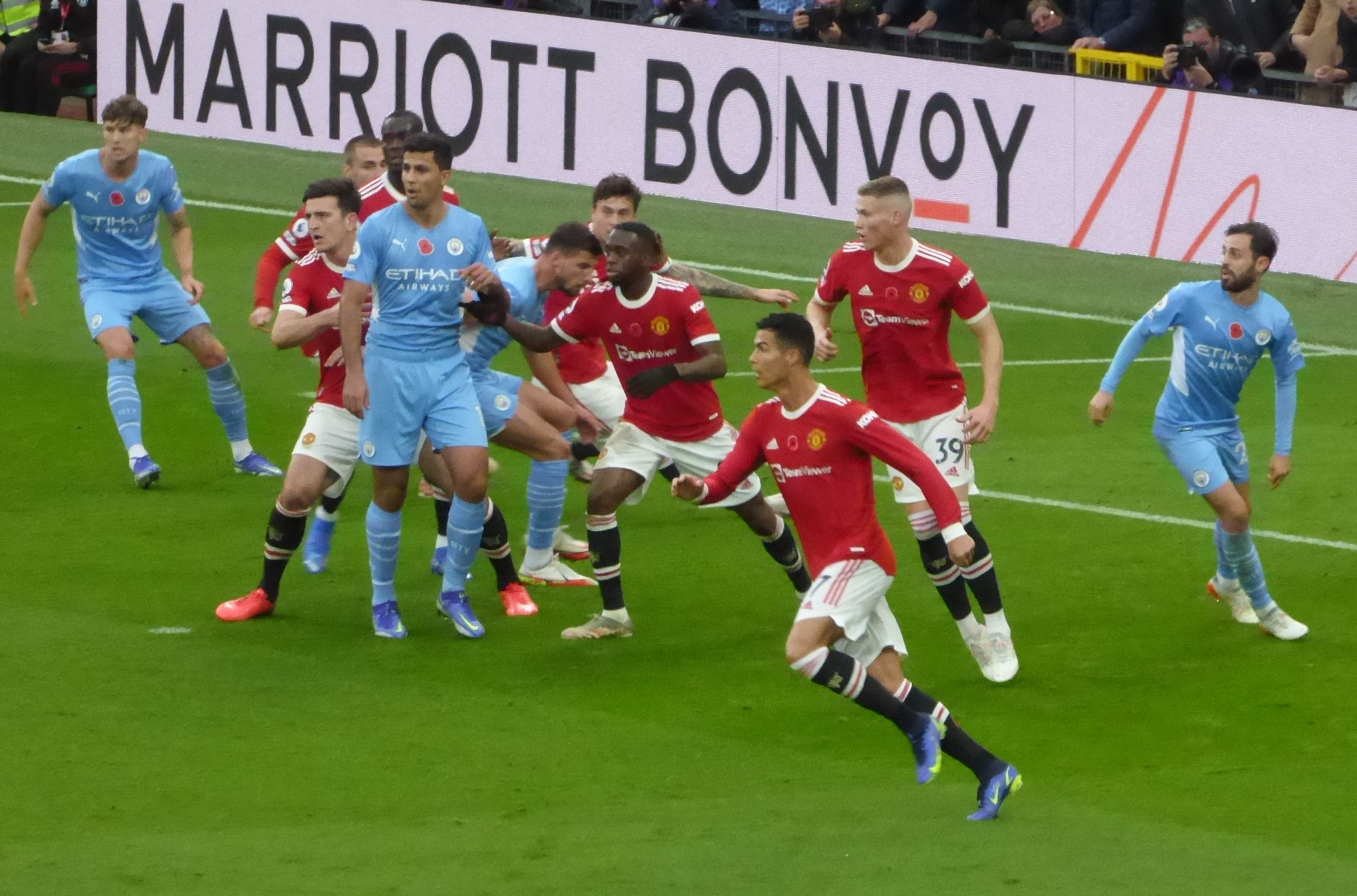
Derby Manchesteru rozegrane 6 listopada 2021.

Po zakończeniu sezonu 2015/2016 w obydwu klubach doszło do zmiany menedżera. Mannuela Pellegriniego w City zastąpił Pep Guardiola, zaś w United Louisa van Gaala José Mourinho. Przed pierwszym meczem derbowym sezonu 2016/2017, który zaplanowano na 10 września na Old Trafford w ramach czwartej kolejki, obydwa zespoły miały w dorobku komplet punktów. Spotkanie zakończyło się zwycięstwem The Citizens 2:1 po bramkach Kevina De Bruyne i Kelechiego Iheanacho i umocnili się na pozycji lidera Premier League. Dla United gola zdobył Zlatan Ibrahimović. Mecz rewanżowy miał odbyć się w niedzielę 26 lutego, jednak ze względu na występ Manchesteru United w finale Pucharu Ligi na Wembley tego samego dnia, spotkanie derbowe przełożono na 27 kwietnia. Spotkanie zakończyło się bezbramkowym remisem.
Do 175. derbów Manchester United przystępował jako niepokonany na własnym stadionie od 40 spotkań, z kolei Manchester City jako lider z ośmiopunktową przewagą nad lokalnym rywalem. W 43. minucie City objęło prowadzenie po bramce Davida Silvy, jednak tuż przed przerwą, w doliczonym czasie gry wyrównał Marcus Rashford. Zwycięską bramkę dla gości zdobył Nicolás Otamendi w 54. minucie. Tym samym The Citizens wygrywając w czternastym ligowym meczu z rzędu, ustanowili rekord angielskiej ekstraklasy. 7 kwietnia 2018 na Etihad Stadium United pokonało City 3:2, mimo iż do przerwy przegrywało 0:2. W przeciągu dwóch minut wyrównał Paul Pogba, a zwycięską bramkę zdobył Chris Smalling po dośrodkowaniu Alexisa Sáncheza z rzutu wolnego. W przypadku wygranej, gospodarze zapewniliby sobie tytuł mistrzowski. Był to pierwszy od października 2008 mecz, który The Citizens przegrali, pomimo dwubramkowego prowadzenia.
28 marca 2019 nowym menedżerem United został Ole Gunnar Solskjær. 178. derby w pierwotnym terminie miały zostać rozegrane 16 marca 2019, jednak ze względu na udział obydwu drużyn w ćwierćfinale Pucharu Anglii, mecz przełożono na środę 24 kwietnia 2019. Spotkanie wygrali Obywatele 2:0 i na trzy kolejki przed zakończeniem sezonu objęli prowadzenie w tabeli Premier League, wyprzedzając o jeden punkt Liverpool. Czerwone Diabły plasowały się na 6. pozycji z trzypunktową stratą do czwartego, gwarantującego udział w Lidze Mistrzów, miejsca. Pep Guardiola został pierwszym menedżerem w historii Premier League, który wygrał trzy mecze z rzędu na Old Trafford. W sezonie 2019/2020 obydwa mecze derbowe zakończyły się zwycięstwem Manchesteru United. 7 marca 2021 wyjazdowe zwycięstwo United zakończyło serię City – 21 zwycięstw z rzędu. W sezonie 2021/2022 obydwa spotkania wygrał zespół Manchesteru City.
2 października 2022 City na własnym stadionie pokonało United 6:3. Po trzy bramki dla gospodarzy zdobyli Phil Foden, dla którego był to pierwszy hat trick w karierze i Erling Haaland. Norweski napastnik został pierwszym zawodnikiem w historii Premier League, który zdobył trzy hat tricki w trzech domowych meczach z rzędu. Ostatnim piłkarzem, który zanotował hat trick w derbach Manchesteru był Andriej Kanczelskis z United w 1994, zaś ostatnim zawodnikiem City, który dokonał tego osiągnięcia, był Francis Lee w 1970.
| 155 | 10.09.2016 | Manchester United – Manchester City 1:2 |
| 155 | 10.09.2016 | (MU): Zlatan Ibrahimović 42' · (MC): Kevin De Bruyne 15', Kelechi Iheanacho 36' · Stadion: Old Trafford. Sędziował: Mark Clattenburg. Widzów: 75 272 |

| 156 | 27.04.2017 | Manchester City – Manchester United 0:0                             |
| 156 | 27.04.2017 | Stadion: Etihad Stadium. Sędziował: Martin Atkinson. Widzów: 54 176 |

| 157 | 10.12.2017 | Manchester United – Manchester City 1:2 |
| 157 | 10.12.2017 | (MU): Marcus Rashford 45+2' · (MC): David Silva 43', Nicolás Otamendi 54' · Stadion: Old Trafford. Sędziował: Mark Clattenburg. Widzów: 74 847 |

| 158 | 7.04.2018 | Manchester City – Manchester United 2:3 |
| 158 | 7.04.2018 | (MC): Vincent Kompany 25', İlkay Gündoğan 30' · (MU): Paul Pogba 53', 55', Chris Smalling 69' · Stadion: Etihad Stadium. Sędziował: Martin Atkinson. Widzów: 54 359 |

| 159 | 11.11.2018 | Manchester City – Manchester United 3:1 |
| 159 | 11.11.2018 | (MC): David Silva 12', Sergio Agüero 48', İlkay Gündoğan 86' · (MU): Anthony Martial 58' (k) · Stadion: Etihad Stadium. Sędziował: Anthony Taylor. Widzów: 54 316 |

| 160 | 24.04.2019 | Manchester United – Manchester City 0:2                                                                     |
| 160 | 24.04.2019 | (MC): Bernardo Silva 54', Leroy Sané 66' · Stadion: Old Trafford. Sędziował: Andre Marriner. Widzów: 74 431 |

| 161 | 7.12.2019 | Manchester City – Manchester United 1:2 |
| 161 | 7.12.2019 | (MC): Nicolás Otamendi 85' · (MU): Marcus Rashford 23' (k), Anthony Martial 29' · Stadion: Etihad Stadium. Sędziował: Anthony Taylor. Widzów: 54 403 |

| 162 | 8.03.2020 | Manchester United – Manchester City 2:0                                                                        |
| 162 | 8.03.2020 | (MU): Anthony Martial 30', Scott McTominay 90+6' · Stadion: Old Trafford. Sędziował: Mike Dean. Widzów: 73 288 |

| 163 | 12.12.2020 | Manchester United – Manchester City 0:0                     |
| 163 | 12.12.2020 | Stadion: Old Trafford. Sędziował: Chris Kavanagh. Widzów: 0 |

| 164 | 7.03.2021 | Manchester City – Manchester United 0:2                                                                     |
| 164 | 7.03.2021 | (MU): Bruno Fernandes 2' (k), Luke Shaw 50' · Stadion: Etihad Stadium. Sędziował: Anthony Taylor. Widzów: 0 |

| 165 | 7.11.2021 | Manchester United – Manchester City 0:2                                                                           |
| 165 | 7.11.2021 | (MC): Eric Bailly 7' (sam), Bernardo Silva 45' · Stadion: Old Trafford. Sędziował: Michael Oliver. Widzów: 73 086 |

| 166 | 6.03.2022 | Manchester City – Manchester United 4:1 |
| 166 | 6.03.2022 | (MC): Kevin De Bruyne 5', 28', Riyad Mahrez 68', 90+2' · (MU): Jadon Sancho 22' · Stadion: Etihad Stadium. Sędziował: Michael Oliver. Widzów: 53 165 |

| 167 | 2.10.2022 | Manchester City – Manchester United 6:3 |
| 167 | 2.10.2022 | (MC): Phil Foden 8', 44', 72', Erling Haaland 34', 37', 64' · (MU): Antony 56', Anthony Martial 84', 90+1' (k) · Stadion: Etihad Stadium. Sędziował: Michael Oliver. Widzów: 53 475 |

| 168 | 14.01.2023 | Manchester United – Manchester City 2:1 |
| 168 | 14.01.2023 | (MU): Bruno Fernandes 78', Marcus Rashford 82' · (MC): Jack Grealish 60' · Stadion: Old Trafford. Sędziował: Stuart Atwell. Widzów: 75 546 |

| 169 | 29.10.2023 | Manchester United – Manchester City 0:3                                                                            |
| 169 | 29.10.2023 | (MC): Erling Haaland 26' (k), 49', Phil Foden 80' · Stadion: Old Trafford. Sędziował: Paul Tierney. Widzów: 73 502 |

| 170 | 3.03.2024 | Manchester City – Manchester United 3:1 |
| 170 | 3.03.2024 | (MC): Phil Foden 56', 80', Erling Haaland 90+1' · (MU): Marcus Rashford 8', Anthony Martial 84', 90+1' (k) · Stadion: Etihad Stadium. Sędziował: Andy Madley. Widzów: 55 097 |

| 171 | 15.12.2024 | Manchester City – Manchester United 1:2 |
| 171 | 15.12.2024 | (MC):Joško Gvardiol 36' · (MU): Bruno Fernandes 88' (k), Amad Diallo 90' · Stadion: Etihad Stadium. Sędziował: Anthony Taylor. Widzów: 52 788 |

| 172 | 6.04.2025 | Manchester United – Manchester City 0:0                       |
| 172 | 6.04.2025 | Stadion: Old Trafford. Sędziował: John Brooks. Widzów: 73 738 |

| 173 | 13/14.09.2025 | Manchester City – Manchester United |
| 173 | 13/14.09.2025 | Stadion: Etihad Stadium.            |

| 174 | 17/18.01.2026 | Manchester United – Manchester City |
| 174 | 17/18.01.2026 | Stadion: Old Trafford.              |

## Mecze pucharowe

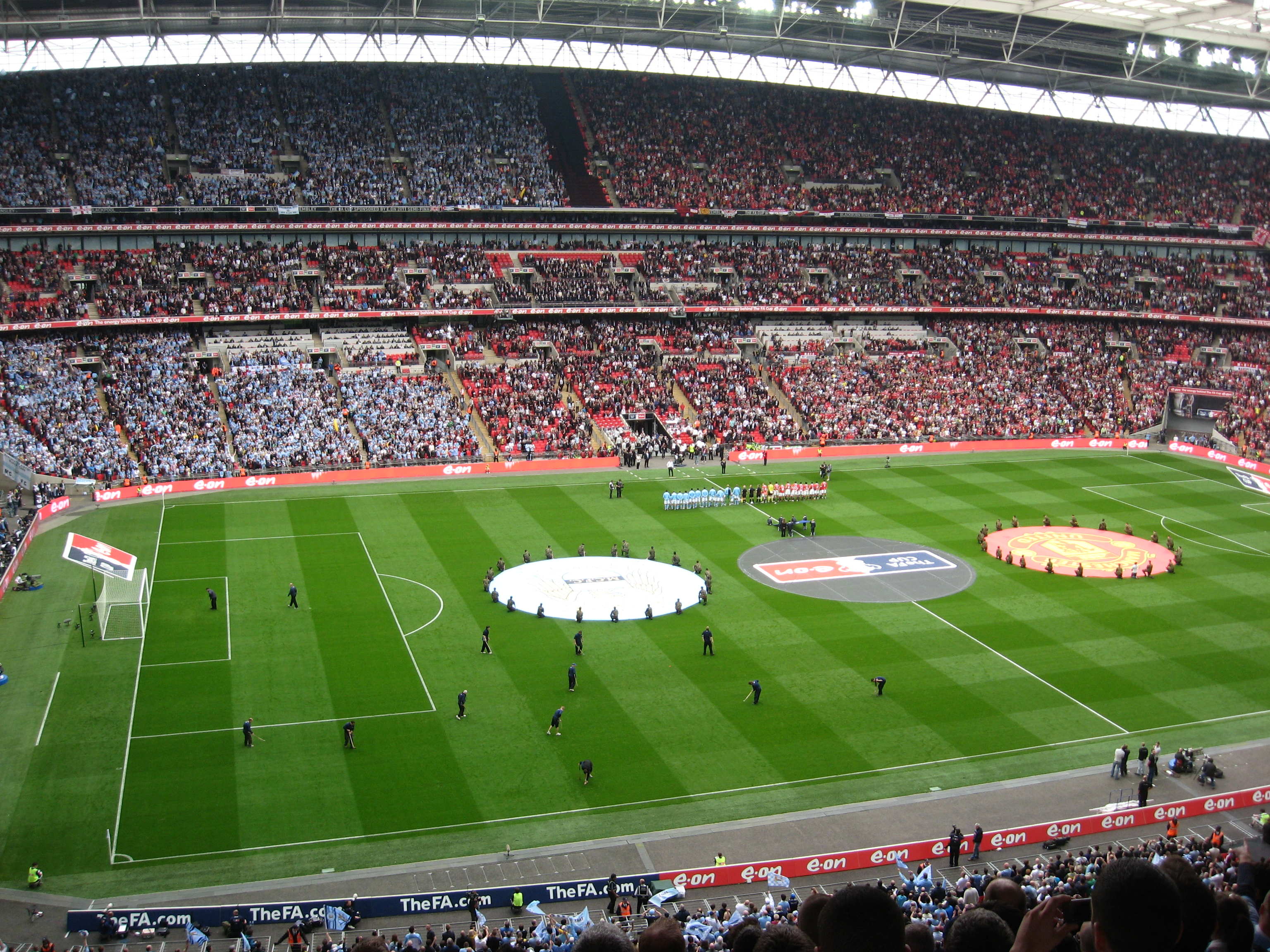
Drużyny City i United przed półfinałem Pucharu Anglii na Wembley w 2011 roku

### Puchar Anglii
Po raz pierwszy w Pucharze Anglii obydwa zespoły spotkały się 3 października 1891 roku. Był to zarazem pierwszy oficjalny mecz pomiędzy Newton Heath a Ardwick. Kluby występowały wówczas w lidze Football Alliance, która rywalizowała z Football League. Spotkanie 1. rundy kwalifikacyjnej rozegrane na North Road w obecności 10 tysięcy widzów zakończyło się zwycięstwem Newton Heath 5:1. 27 marca 1926 doszło do derbów w półfinale Pucharu Anglii na stadionie Bramall Lane w Sheffield. Podczas gry Sam Cowan uderzony został pięścią w twarz przez Franka Barsona i stracił przytomność. Za to zagranie Barson zawieszony został na osiem tygodni. Manchester City wygrał mecz 3:0, jednak w finale na Wembley uległ Bolton Wanderers 0:1.
Następne spotkanie derbowe w Pucharze Anglii miało miejsce 29 stycznia 1955. W ramach czwartej rundy na Maine Road City wygrało po bramkach Joego Hayesa i Dona Reviego. Na trybunach zasiadło niespełna 75 tysięcy widzów. Manchester City przeszedł kolejne trzy rundy, pokonując Luton Town, Birmingham City i Sunderland w półfinale na Villa Park, jednak w finale na Wembley przegrał z Newcastle United 1:3. Niespełna 15 lat później ponownie w 4. rundzie 24 stycznia 1970 obydwa zespoły rozegrały spotkanie pucharowe na Old Trafford, w którym United zwyciężyło 3:0. Dwie bramki zdobył Brian Kidd oraz Willie Morgan z karnego. United w tamtej edycji dotarło do półfinału i po rozegraniu dwóch powtórek uległ Leeds United. W meczu o trzecie miejsce, które wówczas rozgrywano United pokonało na Highbury Watford 2:0.
10 stycznia 1987 roku na Old Trafford, po raz pierwszy w meczu derbowym drużynę Czerwonych Diabłów poprowadził Alex Ferguson. Manchester United wygrał to spotkanie 1:0, po bramce Normana Whiteside’a w 64. minucie meczu. W czwartej rundzie Manchester United przegrał jednak u siebie z Coventry City, późniejszym triumfatorem tamtej edycji. W sezonie 1995/1996 obydwa zespoły spotkały się w piątej rundzie na Old Trafford 18 lutego Manchester United wygrał 2:1. Po pokonaniu Southamptonu w ćwierćfinale i Chelsea w półfinale Villa Park, Manchester United wygrał w finale na Wembley z Liverpoolem 1:0 po bramce Erica Cantony.
14 lutego 2004 doszło do derbów Manchesteru w 5. rundzie Pucharu Anglii. Na Old Trafford wygrało United 4:2, choć od 34. minuty grało w osłabieniu po czerwonej kartce dla Gary’ego Neville’a. W ćwierćfinale Manchester United pokonał Fulham, a w półfinale na Villa Park Arsenal po bramce Paula Scholesa w 32. minucie meczu. W finale zespół z Manchesteru wygrał z występującym wówczas w Nationwide Division One Millwall 3:0 po dwóch bramkach Ruuda van Nistelrooya i Cristiano Ronaldo
W 2011 roku po raz drugi w historii obydwa zespoły zagrały ze sobą w półfinale Pucharu Anglii. 16 kwietnia na Wembley w obecności blisko 87 tys. widzów, Manchester City wygrał z lokalnym rywalem 1:0 po bramce Yayi Touré. W finale Manchester City pokonał Stoke City i zdobył pierwsze trofeum od 35 lat. 8 stycznia 2012 City zagrało z United w 3. rundzie Pucharu Anglii na Etihad Stadium. Manchester United zwyciężył 3:2, prowadząc do przerwy 3:0. Od 12. minuty gospodarze grali w osłabieniu po czerwonej kartce dla Vincenta Kompany’ego. W 4. rundzie United przegrało na Anfield z Liverpoolem 1:2.
3 czerwca 2023 miały miejsce pierwsze w historii derby Manchesteru w finale Pucharu Anglii. Wynik spotkania otworzył już w 12. sekundzie İlkay Gündoğan i był to najszybszy gol zdobyty w meczu finałowym. Poprzedni rekord należał do Louisa Sahy, który w 2009 roku zdobył bramkę w 25. sekundzie. Wyrównał w 33. minucie Bruno Fernandes z rzutu karnego, a zwycięską bramkę dla „Obywateli” zdobył Gündoğan w 51. minucie. Tym samym Manchester City po raz drugi w historii klubu zdobył dwa najważniejsze krajowe trofea w jednym sezonie – mistrzostwo Anglii oraz puchar tego kraju.
| 1QR | 3.10.1891 | Newton Heath – Ardwick 5:1 |
| 1QR | 3.10.1891 | (NH): Alf Farman ?', ?', Roger Doughty ?', Alf Edge ?', John Sneddon ?' · (A): Jack Pearson ?' · Stadion: North Road. Widzów: 10 000 |

| SF | 27.03.1926 | Manchester City – Manchester United 3:0                                              |
| SF | 27.03.1926 | (MC): Tommy Browell ?', ?', Frank Roberts ?' · Stadion: Bramall Lane. Widzów: 46 450 |

| 4R | 29.01.1955 | Manchester City – Manchester United 2:0                                |
| 4R | 29.01.1955 | (MC): Joe Hayes ?', Don Revie ?' · Stadion: Maine Road. Widzów: 74 723 |

| 4R | 24.01.1970 | Manchester United – Manchester City 3:0                                           |
| 4R | 24.01.1970 | (MU): Brian Kidd ?', ?', Willie Morgan ?' · Stadion: Old Trafford. Widzów: 63 417 |

| 3R | 10.01.1987 | Manchester United – Manchester City 1:0                            |
| 3R | 10.01.1987 | (MU): Norman Whiteside 64' · Stadion: Old Trafford. Widzów: 54 294 |

| 5R | 18.02.1996 | Manchester United – Manchester City 2:1                                                                   |
| 5R | 18.02.1996 | (MU): Éric Cantona 39' (k), Lee Sharpe 78' · (MC): Uwe Rösler 12' · Stadion: Old Trafford. Widzów: 42 692 |

| 5R | 14.02.2004 | Manchester United – Manchester City 4:2 |
| 5R | 14.02.2004 | (MU): Paul Scholes 34', Ruud van Nistelrooy 71', 80', Cristiano Ronaldo 74' · (MC): Michael Tarnat 78', Robbie Fowler 86' · Stadion: Old Trafford. Widzów: 67 228 |

| SF | 16.04.2011 | Manchester City – Manchester United 1:0                 |
| SF | 16.04.2011 | (MC): Yaya Touré 52' · Stadion: Wembley. Widzów: 86 549 |

| 3R | 8.01.2012 | Manchester City – Manchester United 2:3 |
| 3R | 8.01.2012 | (MC): Aleksandar Kolarov 48', Sergio Agüero 64' · (MU): Wayne Rooney 10', 39', Danny Welbeck 30' · Stadion: Etihad Stadium. Sędziował: Chris Foy. Widzów: 46 808 |

| F | 3.06.2023 | Manchester City – Manchester United 2:1                                                                                  |
| F | 3.06.2023 | (MC): İlkay Gündoğan 1', 51' · (MU): Bruno Fernandes 33' (k) · Stadion: Wembley. Sędziował: Paul Tierney. Widzów: 83 179 |

| F | 25.05.2024 | Manchester City – Manchester United 1:2                                                                                              |
| F | 25.05.2024 | (MC): Jérémy Doku 87' · (MU): Alejandro Garnacho 30', Kobbie Mainoo 39' · Stadion: Wembley. Sędziował: Andrew Madley. Widzów: 84 814 |

### Puchar Ligi
W rozgrywkach o Puchar Ligi derby Manchesteru odbyły się sześć razy. Po raz pierwszy 3 grudnia 1969 na Maine Road w ramach półfinału Manchester City wygrał 2:1, a zwycięską bramkę zdobył Francis Lee z rzutu karnego w 88. minucie meczu. W spotkaniu rewanżowym United wyrównało stan dwumeczu, jednak bramkę dającą Obywatelom awans do finału zdobył Mike Summerbee. Na Wembley City pokonało West Bromwich Albion 2:1. 9 października 1974 w 4. rundzie na Old Trafford Manchester United zwyciężył 1:0 po bramce Gerry’ego Daly’ego z rzutu karnego w 75. minucie. United dotarło do półfinału tamtej edycji, w którym uległo w dwumeczu Norwich City 2:3. Rok później obydwa zespoły ponownie spotkały się w 4. rundzie. Na Maine Road City pokonało United 4:0, a pierwszego gola zdobył Dennis Tueart w 35. sekundzie. W 5. rundzie Manchester City wygrał z Mansfield Town, a w półfinale w dwumeczu z Middlesbrough. W finale City pokonało Newcastle United 2:1 i po raz drugi zdobyło Puchar Ligi.
W sezonie 2010/2011 po raz drugi w historii los skojarzył Manchester United i Manchester City w półfinale tych rozgrywek. W pierwszym meczu na City of Manchester Stadium 19 stycznia 2010 gospodarze wygrali 2:1, mimo że goście prowadzili 1:0. W meczu rewanżowym na Old Trafford rozegranym sześć dni później United wyrównało stan dwumeczu, a decydującą o awansie bramkę dla gospodarzy zdobył Wayne Rooney w drugiej minucie doliczonego czasu gry. W finale, który odbył się na nowym Wembley Manchester United pokonał Aston Villę 2:1 i zdobył Puchar Ligi po raz czwarty w historii klubu.
Na 26 października 2016 na Old Trafford zaplanowano mecz pomiędzy obydwoma zespołami w ramach czwartej rundy Pucharu Ligi. Zwyciężyli gospodarze 1:0 po bramce Juana Maty w 54. minucie. Ostatecznie Manchester United zdobył puchar, po wygranej w finale z Southampton.
| SF | 3.12.1969 | Manchester City – Manchester United 2:1                                                             |
| SF | 3.12.1969 | (MC): Colin Bell ?', Francis Lee ?' · (MU): Bobby Charlton ?' · Stadion: Maine Road. Widzów: 55 799 |

| SF | 17.12.1969 | Manchester United – Manchester City 2:2                                                                              |
| SF | 17.12.1969 | (MU): Paul Edwards ?', Denis Law ?' · (MC): Mike Summerbee ?', Ian Bowyer ?' · Stadion: Old Trafford. Widzów: 63 418 |

| 3 | 9.10.1974 | Manchester United – Manchester City 1:0                     |
| 3 | 9.10.1974 | (MU): Gerry Daly ?' · Stadion: Old Trafford. Widzów: 55 225 |

| 4R | 24.01.1975 | Manchester City – Manchester United 4:0                                                         |
| 4R | 24.01.1975 | (MC): Dennis Tueart ?', ?', Joe Royle ?', Asa Hartford ?' · Stadion: Maine Road. Widzów: 50 182 |

| SF | 10.01.2010 | Manchester City – Manchester United 2:1                                                                      |
| SF | 10.01.2010 | (MC): Carlos Tévez 42' (k), 65' · (MU): Ryan Giggs 17' · Stadion: City of Manchester Stadium. Widzów: 46 067 |

| SF | 27.01.2010 | Manchester United – Manchester City 3:1                                                                                          |
| SF | 27.01.2010 | (MU): Paul Scholes 52', Michael Carrick 72', Wayne Rooney 90+2' · (MC): Carlos Tévez 76' · Stadion: Old Trafford. Widzów: 74 576 |

| 4R | 26.10.2016 | Manchester United – Manchester City 1:0                                           |
| 4R | 26.10.2016 | (MU): Juan Mata 54' · Stadion: Old Trafford. Sędziował: Mike Dean. Widzów: 75 196 |

| SF | 7.01.2020 | Manchester United – Manchester City 1:3 |
| SF | 7.01.2020 | (MU): Marcus Rashford 70' · (MC): Bernardo Silva 17', Riyad Mahrez 33', Andreas Pereira 38' (sam) · Stadion: Old Trafford. Sędziował: Mike Dean. Widzów: 69 023 |

| SF | 29.01.2020 | Manchester City – Manchester United 0:1                                                    |
| SF | 29.01.2020 | (MU): Nemanja Matić 35' · Stadion: Etihad Stadium. Sędziował: Kevin Friend. Widzów: 51 000 |

| SF | 6.01.2021 | Manchester United – Manchester City 0:2                                                               |
| SF | 6.01.2021 | (MC): John Stones 50', Fernandinho 83' · Stadion: Old Trafford. Sędziował: Martin Atkinson. Widzów: 0 |

### Tarcza Dobroczynności/Wspólnoty
W meczu o Tarczę Dobroczynności po raz pierwszy obydwa zespoły zagrały w 1956 roku, Manchester United jako mistrz, Manchester City jako zdobywca Pucharu Anglii. O trofeum to rywalizowano wówczas na stadionie mistrza Anglii, ale spotkanie miało zostać rozegrane w środku tygodnia późnym wieczorem i dlatego odstąpiono od tradycji. Odbyło się ono na obiekcie Manchesteru City, gdyż stadion Old Trafford nie posiadał jeszcze oświetlenia, jednocześnie był to pierwszy mecz derbowy przy sztucznym oświetleniu od 1889 roku. United wygrało 1:0, a zwycięską bramkę zdobył Dennis Viollet w 75. minucie. Na trybunach zasiadło 30 495 widzów.
Po raz drugi o to trofeum City z United zagrało 7 sierpnia 2011 na Wembley, United jako obrońca tytułu, City jako zdobywca Pucharu. Do przerwy Manchester City prowadził 2:0 po golach Joleona Lescotta i Edina Džeko, jednak w 52. bramkę kontaktową zdobył Chris Smalling, a sześć minut później wyrównał Nani, który strzelił również zwycięskiego gola w czwartej minucie doliczonego czasu gry.
10 sierpnia 2024 Manchester City przystępował do meczu o Tarczę jako mistrz Anglii, zaś Manchester United jako zdobywca Pucharu. W 82. minucie, po indywidualnej akcji, Alejandro Garnacho dał prowadzenie United, jednak tuż przed końcem spotkania wyrównującą bramkę zdobył Bernardo Silva, doprowadzając do serii rzutów karnych. Konkurs jedenastek rozpoczęli piłkarze Manchesteru United od celnego trafienia Bruno Fernandesa. W pierwszej serii strzał piłkarza City – Bernardo Silvy obronił André Onana. W czwartej spudłował Jadon Sancho i dzięki trafieniu Savinho był remis 3:3. W ósmej serii przy stanie 6:6 Jonny Evans strzelił nad poprzeczką, a decydujące o zwycięstwie Manchesteru City trafienie zaliczył Manuel Akanji.
| 24.10.1956 | Manchester City – Manchester United 0:1                        |
| 24.10.1956 | (MU): Dennis Viollet 75' · Stadion: Maine Road. Widzów: 30 495 |

| 7.08.2011 | Manchester City – Manchester United 2:3 |
| 7.08.2011 | (MC): Joleon Lescott 38', Edin Džeko 45' · (MU): Chris Smalling 52', Nani 58', 90+4' · Stadion: Wembley. Sędziował: Phil Dowd. Widzów: 77 169 |

| 10.08.2024 | Manchester City – Manchester United 1:1 k. 7:6 |
| 10.08.2024 | (MC): Bernardo Silva 89' · (MU): Alejandro Garnacho 82' · Rzuty karne: · (MC) Bernardo Silva , Kevin De Bruyne , Erling Haaland , Savinho , Ederson , Matheus Nunes , Rúben Dias , Manuel Akanji · (MU): Bruno Fernandes , Diogo Dalot , Alejandro Garnacho , Jadon Sancho , Casemiro , Scott McTominay , Lisandro Martínez , Jonny Evans · Stadion: Wembley. Sędziował: Jarred Gillett. Widzów: 78 146 |

## Nieoficjalne mecze z okresu I i II wojny światowej

### I wojna światowa
Wraz z wybuchem I wojny światowej zawieszono rozgrywki ligowe i pucharowe. Mimo że pierwsze starcia zbrojne zaczęły się w 1914, sezon 1914/1915 ukończono w całości. Nie kontynuowano ogólnokrajowych rozgrywek, w zamian utworzono sekcje lokalne. Obydwa kluby z Manchesteru podczas czterech sezonów wzięły udział Lidze hrabstwa Lancashire (ang. Lancashire Section of the Football League) oraz dodatkowych turniejach towarzyskich (w sezonie 1915/16 z zespołami z hrabstwa Lancashire – Stockportem, Oldham, Evertonem i Liverpoolem; w latach 1916–1919 z drużynami ze Stoke-on-Trent – Port Vale i Stoke. Wprowadzono odrębne przepisy głównie ze względów bezpieczeństwa; m.in. mecze trwały po 80 minut bez przeprowadzenia przerwy, kluby zmuszone były ograniczać liczbę widzów, a także zmniejszono górny limit płac.
| LL | 25.09.1915 | Manchester United – Manchester City 1:1                                        |
| LL | 25.09.1915 | (MU): Billy Halligan (MC): Horace Barnes Stadion: Old Trafford. Widzów: 20 000 |

| LL | 25.12.1915 | Manchester City – Manchester United 2:1                                                   |
| LL | 25.12.1915 | (MC): Harry Taylor, Horace Barnes (MU): Billy Halligan Stadion: Hyde Road. Widzów: 20 000 |

| FR | 25.03.1916 | Manchester United – Manchester City 0:2                                  |
| FR | 25.03.1916 | (MC): Harry Taylor, Joe Cartwright Stadion: Old Trafford. Widzów: 15 000 |

| FR | 29.04.1916 | Manchester City – Manchester United 2:1                                                  |
| FR | 29.04.1916 | (MC): Horace Barnes, bramka samobójcza (MU): Crossley Stadion: Hyde Road. Widzów: 18 000 |

| LL | 18.11.1916 | Manchester United – Manchester City 2:1                                                   |
| LL | 18.11.1916 | (MU): Wilf Woddcock, George Anderson (MC): Sid Hoad Stadion: Old Trafford. Widzów: 10 000 |

| LL | 27.03.1917 | Manchester City – Manchester United 1:0                |
| LL | 27.03.1917 | (MC): Horace Barnes Stadion: Hyde Road. Widzów: 18 000 |

| FR | 7.04.1917 | Manchester United – Manchester City 5:1                                                               |
| FR | 7.04.1917 | (MU): George Anderson (3), Wilf Woodcock (2) (MC): Andie Newton Stadion: Old Trafford. Widzów: 15 000 |

| FR | 21.04.1917 | Manchester City – Manchester United 0:1                  |
| FR | 21.04.1917 | (MU): George Anderson Stadion: Hyde Road. Widzów: 15 000 |

| LL | 29.09.1917 | Manchester City – Manchester United 2:1                                                   |
| LL | 29.09.1917 | (MC): Billy Lomas (2), Lot Jones (MU): George Anderson Stadion: Hyde Road. Widzów: 20 000 |

| LL | 6.10.1917 | Manchester United – Manchester City 1:1                                     |
| LL | 6.10.1917 | (MU): Billy Lomas (MC): Wilf Woodcock Stadion: Old Trafford. Widzów: 10 000 |

| FR | 29.03.1918 | Manchester City – Manchester United 3:0                                          |
| FR | 29.03.1918 | (MC): Eli Fletcher, Stanley Royle, Frank Mann Stadion: Hyde Road. Widzów: 10 000 |

| FR | 1.04.1918 | Manchester United – Manchester City 2:0                                  |
| FR | 1.04.1918 | (MU): Wilf Woodcock, Frank Buckley Stadion: Old Trafford. Widzów: 10 000 |

| LL | 5.10.1918 | Manchester United – Manchester City 0:2                            |
| LL | 5.10.1918 | (MC): Kneyon, Joe Cartwright Stadion: Old Trafford. Widzów: 10 000 |

| LL | 12.10.1918 | Manchester City – Manchester United 0:0 |
| LL | 12.10.1918 | Stadion: Hyde Road. Widzów: 15 000      |

| FR | 18.04.1919 | Manchester City – Manchester United 3:0                                 |
| FR | 18.04.1919 | (MC): Horace Barnes (2), George Wynn Stadion: Hyde Road. Widzów: 35 000 |

| FR | 21.04.1919 | Manchester United – Manchester City 2:4                                                                              |
| FR | 21.04.1919 | (MU): Arthur Potts, Joe Spence (MC): Horace Barnes, Tommy Browell, Billy Lomas Stadion: Old Trafford. Widzów: 15 000 |

### II wojna światowa
Rozgrywki w sezonie 1939/40 zawieszono po rozegraniu trzech kolejek. Wybuch wojny spowodował przerwanie wszystkich rozgrywek piłkarskich; wielu piłkarzy służyło w brytyjskiej armii. Podobnie jak podczas I wojny światowej zorganizowano rozgrywki dla poszczególnych regionów. Angielskie zespoły mogły korzystać z pomocy piłkarzy innych klubów. W pierwszym sezonie podczas wojny obydwa zespoły z Manchesteru przydzielone zostały do Western Regional League, a w latach 1940–1946 do North Regional League. Kluby mogły zdobyć dwa mistrzostwa w sezonie – jeden podczas świąt Bożego Narodzenia i jeden pod koniec rozgrywek. Mecze z drugiej połowy sezonu zaliczane były także do kwalifikacyjnych bądź zasadniczych faz Pucharu Ligi.
| WRL | 21.10.1939 | Manchester United – Manchester City 0:4                                                     |
| WRL | 21.10.1939 | (MC): Alec Herd, Jimmy Heale, Peter Doherty, Eric Brook Stadion: Old Trafford. Widzów: 7000 |

| WRL | 10.02.1940 | Manchester City – Manchester United 1:0           |
| WRL | 10.02.1940 | (MC): Alec Herd Stadion: Maine Road. Widzów: 5000 |

| LC | 20.04.1940 | Manchester United – Manchester City 0:1             |
| LC | 20.04.1940 | (MC): Worsley Stadion: Old Trafford. Widzów: 21 874 |

| LC | 27.04.1940 | Manchester City – Manchester United 0:2                                     |
| LC | 27.04.1940 | (MU): Billy Wrigglesworth, Stan Pearson Stadion: Maine Road. Widzów: 21 596 |

| NRL | 28.09.1940 | Manchester City – Manchester United 4:1                                                             |
| NRL | 28.09.1940 | (MC): Peter Doherty (2), Sailor Brown, Currier (MU): Jack Smith Stadion: Maine Road. Widzów: 10 000 |

| NRL | 5.10.1940 | Manchester United – Manchester City 0:2                                  |
| NRL | 5.10.1940 | (MC): James Currier, Harry McShane Stadion: Old Trafford. Widzów: 10 000 |

| NRL | 14.04.1941 | Manchester City – Manchester United 1:7                                                                     |
| NRL | 14.04.1941 | (MC): James Currier (MU): Jack Rowley (4), Stan Pearson (2), Jack Smith Stadion: Maine Road. Widzów: 10 000 |

| NRL | 20.12.1941 | Manchester City – Manchester United 2:1                                       |
| NRL | 20.12.1941 | (MC): Jack Boothway (2) (MU): Johnny Morris Stadion: Maine Road. Widzów: 7000 |

| NRL | 25.12.1941 | Manchester United – Manchester City 2:2                                                   |
| NRL | 25.12.1941 | (MU): Jack Smith, Jack Rowley (MC): Jack Boothway (2) Stadion: Maine Road. Widzów: 16 000 |

| NRL | 23.05.1942 | Manchester City – Manchester United 1:3                                              |
| NRL | 23.05.1942 | (MC): Stuart (MU): Harry Worrall (2), Bert Whalley Stadion: Maine Road. Widzów: 6000 |

| NRL | 7.11.1942 | Manchester United – Manchester City 2:1                                             |
| NRL | 7.11.1942 | (MU): Stan Pearson, bramka samobójcza (MU): Clark Stadion: Maine Road. Widzów: 9301 |

| NRL | 14.11.1942 | Manchester City – Manchester United 0:5                                  |
| NRL | 14.11.1942 | (MU): Jack Smith (3), Billy Bryant (2) Stadion: Maine Road. Widzów: 5674 |

| NRL/LC | 6.02.1943 | Manchester City – Manchester United 0:0 |
| NRL/LC | 6.02.1943 | Stadion: Maine Road. Widzów: 17 577     |

| NRL/LC | 13.02.1943 | Manchester United – Manchester City 1:1                              |
| NRL/LC | 13.02.1943 | (MU): Jack Smith (MC): Alec Herd Stadion: Maine Road. Widzów: 16 366 |

| LC | 6.03.1943 | Manchester United – Manchester City 0:1                 |
| LC | 6.03.1943 | (MC): James Currier Stadion: Maine Road. Widzów: 28 962 |

| LC | 13.03.1943 | Manchester City – Manchester United 2:0                              |
| LC | 13.03.1943 | (MC): Jim Currier, Peter Doherty Stadion: Maine Road. Widzów: 36 453 |

| NRL | 6.11.1943 | Manchester City – Manchester United 2:2                                                       |
| NRL | 6.11.1943 | (MC): Burke, Jack Boothway (MU): Jack Smith, Stan Pearson Stadion: Maine Road. Widzów: 15 157 |

| NRL | 13.11.1943 | Manchester United – Manchester City 3:0                                         |
| NRL | 13.11.1943 | (MU): Billy Bryant, Johnny Morris, Jack Smith Stadion: Maine Road. Widzów: 8958 |

| NRL/LC | 22.01.1944 | Manchester United – Manchester City 1:3                                                   |
| NRL/LC | 22.01.1944 | (MU): Jack Smith (MC): Jack Boothway (2), Jimmy Heale Stadion: Maine Road. Widzów: 12 372 |

| NRL/LC | 29.01.1944 | Manchester City – Manchester United 2:3                                                                                  |
| NRL/LC | 29.01.1944 | (MC): Billy Williamson, Jimmy Heale, Jack Boothway (MU): Jack Rowley (2), Jack Smith Stadion: Maine Road. Widzów: 18 569 |

| NRL | 10.04.1944 | Manchester City – Manchester United 4:1                                                               |
| NRL | 10.04.1944 | (MC): Les McDowall (3), Bardsley Jack Boothway (MU): Billy Bryant Stadion: Maine Road. Widzów: 18 990 |

| NRL | 18.11.1944 | Manchester United – Manchester City 3:2                                                    |
| NRL | 18.11.1944 | (MU): Johnny Morris (2), Mycock (MC): George Smith (2) Stadion: Maine Road. Widzów: 20 784 |

| NRL | 25.11.1944 | Manchester City – Manchester United 4:0                                                 |
| NRL | 25.11.1944 | (MC): Billy Williamson, George Smith, Peter Doherty Stadion: Maine Road. Widzów: 18 657 |

| NRL/LC | 3.02.1945 | Manchester United – Manchester City 1:3                                                       |
| NRL/LC | 3.02.1945 | (MU): Charlie Mitten (MC): Alec Herd (2), Maurice Dunkley Stadion: Maine Road. Widzów: 25 655 |

| NRL | 10.02.1945 | Manchester City – Manchester United 2:0                                  |
| NRL | 10.02.1945 | (MC): Billy Williamson, George Smith Stadion: Maine Road. Widzów: 22 923 |

| NRL/LC | 6.04.1946 | Manchester United – Manchester City 1:4                                     |
| NRL/LC | 6.04.1946 | (MU): John Aston (MC): George Smith (4) Stadion: Maine Road. Widzów: 62 144 |

| NRL | 13.04.1946 | Manchester City – Manchester United 1:3                                                              |
| NRL | 13.04.1946 | (MC): George Smith (MU): Stan Pearson, Jimmy Hanlon, Jack Rowley Stadion: Maine Road. Widzów: 50 444 |

## Mecze towarzyskie
Pierwsze mecze towarzyskie pomiędzy obydwoma zespołami miały miejsce w latach osiemdziesiątych XIX wieku. W 1938 i 1939 rozegrano dwa mecze derbowe z okazji pięćdziesięciolecia powstania Football League, a spotkania miały charakter charytatywny. 15 kwietnia 1964 odbył mecz benefisowy Berta Trautamanna; mieszany skład piłkarzy City i United zmierzył się z drużyną All International XI. W 1960 po odpadnięciu United i City z rozgrywek o Puchar Anglii, mając wolny termin 12 marca zaaranżowano mecz towarzyski na Maine Road, w którym zwyciężyli goście 1:3.
Od 1970 derbowe mecze towarzyskie rozgrywano głównie, podkreślając zasługi piłkarzy. Pierwszy mecz benefisowy pomiędzy City a United odbył się 10 listopada 1970. 4 sierpnia 1987 derby Manchesteru rozegrano w ramach Manchester International Football Tournament na Maine Road. United zwyciężyło 3:1 i w takim samym stosunku pokonało Atlético Mineiro w finale turnieju. Ostatnie spotkanie towarzyskie w XX wieku, w którym udział wzięły obydwa zespoły, odbył się 16 sierpnia 2000 na Old Trafford i był to mecz benefisowy Denisa Irwina.
Na 25 lipca 2016 zaplanowano mecz pomiędzy Manchesterem City a Manchesterem United w ramach International Champions Cup na stadionie Stadionie Narodowym w Pekinie, jednak został odwołany z powodu zbyt obfitych opadów deszczu. 20 lipca 2017 po raz pierwszy w historii mecz derbowy rozegrany został poza granicami Wielkiej Brytanii. Na NRG Stadium w Houston w ramach tego turnieju United pokonało City 2:0. Bramki zdobyli Romelu Lukaku i Marcus Rashford. Spotkanie obejrzało 67 401 widzów.
| Data                 | Stadion        |                            | Wynik | Widzów  | Uwagi |
| -------------------- | -------------- | -------------------------- | ----- | ------- | ----- |
| 12 listopada 1881    | North Road     | Newton Heath – West Gorton | 3:0   | 3 tys.  |       |
| 4 marca 1882         | Redgate Lane   | West Gorton – Newton Heath | 2:1   | 5 tys.  |       |
| 17 stycznia 1885     | Pink Bank Lane | Gorton AFC – Newton Heath  | 1:3   | 7 tys.  |       |
| 26 lutego 1889       | North Road     | Newton Heath – Ardwick     | 3:2   | 12 tys. |       |
| 20 maja 1889         | Hyde Road      | Ardwick – Newton Heath     | 2:1   | 3 tys.  |       |
| 1 lutego 1890        | Hyde Road      | Ardwick – Newton Heath     | 0:3   | 18 tys. |       |
| 15 listopada 1890    | North Road     | Newton Heath – Ardwick     | 4:1   | 7 tys.  |       |
| 2 stycznia 1891      | Hyde Road      | Ardwick – Newton Heath     | 1:1   | 9 tys.  | [ e ] |
| 28 lutego 1891       | Hyde Road      | Ardwick – Newton Heath     | 1:3   | 11 tys. |       |
| 2 stycznia 1893      | Hyde Road      | Ardwick – Newton Heath     | 3:5   | 10 tys. |       |
| 27 marca 1893        | North Road     | Newton Heath – Ardwick     | 3:2   | 2 tys.  |       |
| 10 kwietnia 1893     | North Road     | Newton Heath – Ardwick     | 2:1   | 3 tys.  |       |
| 29 kwietnia 1893     | Hyde Road      | Ardwick – Newton Heath     | 3:0   | 2 tys.  |       |
| 25 grudnia 1893      | Bank Street    | Newton Heath – Ardwick     | 2:1   | 6 tys.  |       |
| 9 kwietnia 1894      | Hyde Road      | Ardwick – Newton Heath     | 1:2   | 600     |       |
| 25 grudnia 1894      | Hyde Road      | Man. City – Newton Heath   | 3:1   | 10 tys. |       |
| 30 kwietnia 1897     | Hyde Road      | Man. City – Newton Heath   | 2:5   | 6 tys.  | [ f ] |
| 27 kwietnia 1898     | Bank Street    | Newton Heath – Man. City   | 2:4   | 3 tys.  | [ g ] |
| 29 października 1898 | Hyde Road      | Man. City – Newton Heath   | 2:1   | 6 tys.  |       |
| 7 stycznia 1899      | Bank Street    | Newton Heath – Man. City   | 2:0   | 4 tys.  |       |
| 24 kwietnia 1899     | Bank Street    | Newton Heath – Man. City   | 1:2   | NO      | [ g ] |
| 29 listopada 1899    | Bank Street    | Newton Heath – Man. City   | 0:1   | 2800    |       |
| 1 stycznia 1900      | Hyde Road      | Man. City – Newton Heath   | 2:1   | 7 tys.  |       |
| 27 lutego 1900       | Bank Street    | Newton Heath – Man. City   | 1:0   | 2 tys.  |       |
| 26 września 1900     | Bank Street    | Newton Heath – Man. City   | 0:0   | 600     |       |
| 6 maja 1915          | Hyde Road      | Man. City – Man. Utd       | 2:2   | 15 tys. |       |
| 26 grudnia 1916      | Old Trafford   | Man. Utd – Man. City       | 1:0   | NO      |       |
| 1 stycznia 1917      | Hyde Road      | Man. City – Man. Utd       | 0:0   | NO      |       |

| Data                 | Stadion      |                      | Wynik | Widzów  | Uwagi |
| -------------------- | ------------ | -------------------- | ----- | ------- | ----- |
| 25 grudnia 1917      | Hyde Road    | Man. City – Man. Utd | 0:2   | NO      |       |
| 1 stycznia 1918      | Old Trafford | Man. Utd – Man. City | 2:0   | NO      |       |
| 25 grudnia 1918      | Hyde Road    | Man. City – Man. Utd | 2:1   | NO      |       |
| 1 stycznia 1919      | Old Trafford | Man. Utd – Man. City | 2:0   | NO      |       |
| 10 marca 1923        | Hyde Road    | Man. City – Man. Utd | 5:0   | 18 tys. |       |
| 20 sierpnia 1938     | Maine Road   | Man. City – Man. Utd | 2:1   | 27 788  | [ h ] |
| 19 sierpnia 1939     | Old Trafford | Man. Utd – Man. City | 1:1   | 20 tys. | [ h ] |
| 30 września 1939     | Old Trafford | Man. Utd – Man. City | 2:3   | 5 tys.  |       |
| 25 grudnia 1939      | Maine Road   | Man. City – Man. Utd | 1:1   | 12 tys. |       |
| 26 grudnia 1939      | Old Trafford | Man. Utd – Man. City | 3:1   | 8 tys.  |       |
| 22 sierpnia 1942     | Maine Road   | Man. City – Man. Utd | 1:5   | 5 tys.  |       |
| 21 sierpnia 1943     | Maine Road   | Man. City – Man. Utd | 2:2   | 12 tys. |       |
| 19 sierpnia 1944     | Maine Road   | Man. City – Man. Utd | 2:2   | 12 tys. |       |
| 23 lutego 1952       | Old Trafford | Man. Utd – Man. City | 4:2   | 25 002  |       |
| 28 kwietnia 1954     | Maine Road   | Man. City – Man. Utd | 3:2   | 10 261  |       |
| 12 marca 1960        | Maine Road   | Man. City – Man. Utd | 1:3   | 29 476  |       |
| 10 listopada 1970    | Old Trafford | Man. Utd – Man. City | 0:3   | 26 161  | [ i ] |
| 3 maja 1972          | Maine Road   | Man. City – Man. Utd | 1:3   | 30 429  | [ j ] |
| 24 października 1973 | Old Trafford | Man. Utd – Man. City | 1:2   | 17 859  | [ k ] |
| 2 września 1975      | Maine Road   | Man. City – Man. Utd | 3:4   | 20 309  | [ l ] |
| 3 maja 1972          | Maine Road   | Man. City – Man. Utd | 4:2   | 7654    | [ m ] |
| 4 sierpnia 1987      | Maine Road   | Man. City – Man. Utd | 1:3   | 20 tys. | [ n ] |
| 8 maja 1988          | Old Trafford | Man. Utd – Man. City | 0:2   | 14 898  | [ o ] |
| 21 sierpnia 1988     | Old Trafford | Man. Utd – Man. City | 5:2   | 25 436  | [ p ] |
| 13 sierpnia 1989     | Old Trafford | Man. Utd – Man. City | 0:2   | 19 958  | [ q ] |
| 5 października 1997  | Maine Road   | Man. City – Man. Utd | 2:2   | 21 262  | [ r ] |
| 16 sierpnia 2000     | Old Trafford | Man. Utd – Man. City | 2:0   | 45 158  | [ s ] |
| 20 lipca 2017        | NRG Stadium  | Man. Utd – Man. City | 2:0   | 67 401  | [ t ] |

## Piłkarze grający w obydwu klubach

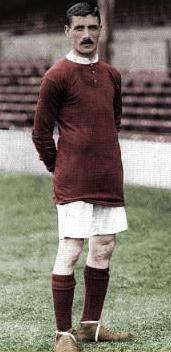
Billy Meredith w koszulce Manchesteru United

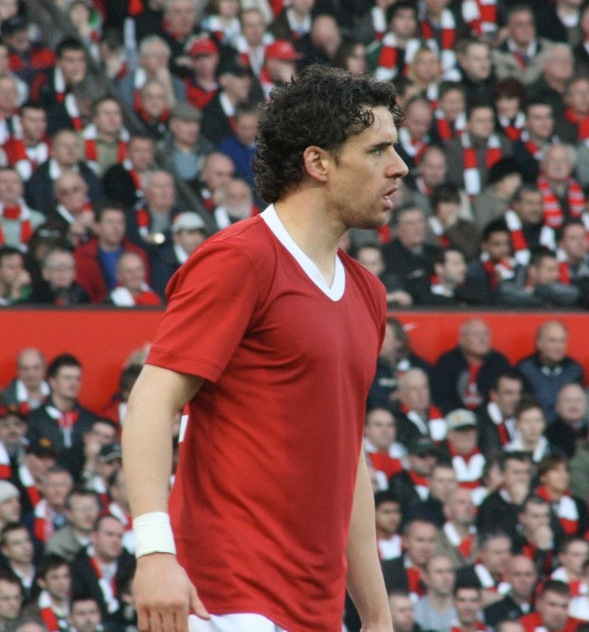
Owen Hargreaves w koszulce Manchesteru United podczas meczu derbowego rozegranego 10 lutego 2008

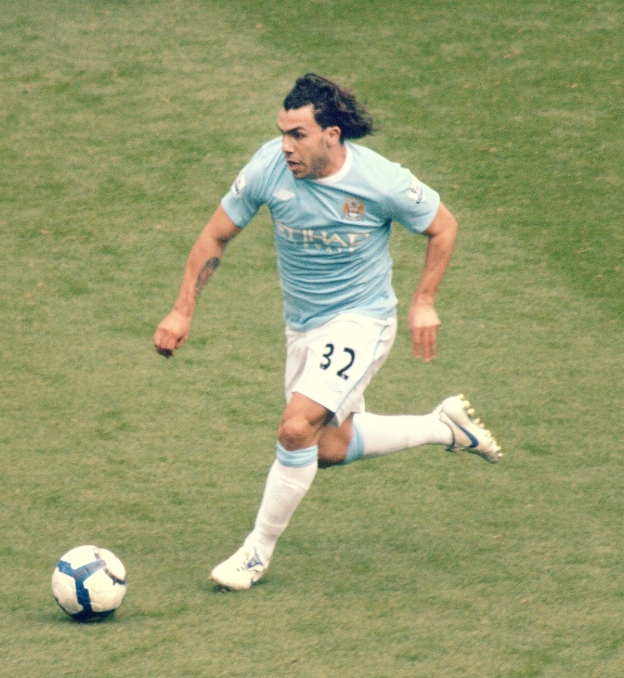
Carlos Tévez po przejściu do Manchesteru City

Do pierwszych transakcji między zespołami doszło pod koniec XIX wieku. W grudniu 1906 roku, po skandalu, który spowodował zawieszenie siedemnastu piłkarzy Manchesteru City do Manchesteru United przeszło czterech z nich: Billy Meredith, Sandy Turnbull, Herbert Burgess oraz Jimmy Bannister.
Po II wojnie światowej kilku zawodników przeszło bezpośrednio do jednego z klubów, między innymi Denis Law (z United do City w lipcu 1973), Wyn Davies (z City do United we wrześniu 1973) oraz Peter Barnes (z United do City w styczniu 1987). Ostatnim piłkarzem, który przeszedł bezpośrednio do lokalnego rywala jest Carlos Tévez. W lipcu 2009 Manchester City zapłacił za niego 25,5 miliona funtów.
| Piłkarz            | w City              | w City       | w City    | w United            | w United     | w United  |
| Piłkarz            | okres               | Liga występy | Liga gole | okres               | Liga występy | Liga gole |
| ------------------ | ------------------- | ------------ | --------- | ------------------- | ------------ | --------- |
| George Albinson    | 1921–1922           | 3            | 0         | 1920–1921           | 1            | 0         |
| Jimmy Bannister    | 1902–1906           | 45           | 21        | 1906–1909           | 57           | 7         |
| Peter Barnes       | 1974–1979 1987–1988 | 115 8        | 15 0      | 1985–1987           | 20           | 2         |
| Frank Barrett      | 1901–1902           | 5            | 0         | 1896–1900           | 118          | 0         |
| Peter Beardsley    | 1998                | 6            | 0         | 1982–1983           | 0            | 0         |
| Horace Blew        | 1906                | 1            | 0         | 1906                | 1            | 0         |
| Herbert Broomfield | 1908–1909           | 4            | 0         | 1907–1908           | 9            | 0         |
| Franklin Buckley   | 1907–1909           | 11           | 0         | 1906–1907           | 3            | 0         |
| Herbert Burgess    | 1903–1906           | 85           | 2         | 1906–1910           | 49           | 0         |
| Adam Carson        | 1893–1894           | 9            | 3         | 1892–1893           | 13           | 3         |
| Joe Cassidy        | 1900–1901           | 31           | 14        | 1892–1900           | 159          | 91        |
| John Christie      | 1904–1907           | 10           | 0         | 1902–1904           | 1            | 0         |
| Andy Cole          | 2005–2006           | 22           | 9         | 1995–2001           | 195          | 93        |
| Terry Cooke        | 1999–2002           | 20           | 2         | 1994–1999           | 4            | 0         |
| Bill Dale          | 1931–1938           | 237          | 0         | 1925–1931           | 64           | 0         |
| Wyn Davies         | 1971–1972           | 45           | 8         | 1972–1973           | 16           | 4         |
| John Gidman        | 1986–1988           | 53           | 1         | 1981–1986           | 95           | 4         |
| Michael Hammill    | 1920–1924           | 118          | 1         | 1911–1914           | 57           | 2         |
| Owen Hargreaves    | 2011–2012           | 1            | 0         | 2007–2011           | 27           | 2         |
| Daniel Hurst       | 1901–1902           | 15           | 0         | 1902–1903           | 16           | 4         |
| Andrei Kanchelskis | 2001                | 10           | 0         | 1991–1995           | 123          | 28        |
| Brian Kidd         | 1976–1979           | 98           | 44        | 1963–1974           | 203          | 52        |
| Frank Knowles      | 1919–1920           | 2            | 0         | 1911–1915           | 46           | 1         |
| Len Langford       | 1930–1934           | 112          | 0         | 1934–1936           | 15           | 0         |
| Denis Law          | 1960–1961 1973–1974 | 44 24        | 21 9      | 1962–1973           | 309          | 171       |
| George Livingstone | 1903–1906           | 81           | 19        | 1909–1915           | 43           | 4         |
| Sammy McIlroy      | 1985–1986           | 13           | 1         | 1971–1982           | 342          | 57        |
| Billy Meredith     | 1894–1906 1921–1924 | 339 28       | 129 0     | 1906–1921           | 303          | 35        |
| Bob Milarvie       | 1891–1896           | 69           | 12        | 1890–1891           | 4            | 0         |
| Hugh Morgan        | 1901–1902           | 12           | 1         | 1900–1901           | 20           | 4         |
| Frank Knowles      | 1919–1920           | 2            | 0         | 1911–1915           | 46           | 1         |
| Bert Read          | 1895–1902           | 115          | 2         | 1902–1904           | 35           | 0         |
| William Ridding    | 1930–1931           | 9            | 4         | 1931–1934           | 42           | 14        |
| Mark Robins        | 1999                | 2            | 0         | 1988–1992           | 48           | 11        |
| Harry Rowley       | 1932–1933           | 18           | 4         | 1928–1932 1934–1937 | 95 78        | 24 27     |
| Peter Schmeichel   | 2002–2003           | 29           | 0         | 1991–1999           | 292          | 0         |
| Carlos Tévez       | 2009–2013           | 113          | 58        | 2007–2009           | 63           | 19        |
| Fred Williams      | 1896–1902           | 125          | 38        | 1902–1903           | 8            | 0         |
| Wilf Woodcock      | 1920–1922           | 15           | 2         | 1913–1920           | 58           | 20        |

## Piłkarze/menedżerowie obydwu zespołów
Jedynym menedżerem, który poprowadził obydwa zespoły był Ernest Mangnall. W latach 1903–1912 menedżer United; odegrał kluczową rolę w przeniesieniu zespołu na nowy stadion Old Trafford w 1910 roku. Za jego kadencji Czerwone Diabły zdobyły dwa tytuły mistrza Anglii oraz wywalczyły jeden Puchar tego kraju. W 1912 po nieporozumieniach z zarządem Manchesteru United, przeniósł się do lokalnego rywala – City.
Matt Busby jako jedyny zdobywał trofea z obydwoma zespołami. W 1934 jako piłkarz Manchesteru City zdobył Puchar Anglii, zaś jako menedżer Manchesteru United pięć razy zdobywał mistrzostwo kraju (1951/1952, 1955/1956, 1956/1957, 1964/1965, 1966/1967), dwa razy Puchar Anglii (1948, 1963) i raz Puchar Europy (1968).
| Piłkarz         | Piłkarz City | Piłkarz United       | Menedżer City                     | Menedżer United |
| --------------- | ------------ | -------------------- | --------------------------------- | --------------- |
| Tony Book       | 1966–1974    |                      | 1973, 1974–1979, 1980, 1989, 1993 |                 |
| Matt Busby      | 1928–1934    |                      |                                   | 1945–1969       |
| Steve Coppell   |              | 1975–1983            | 1996                              |                 |
| Sam Cowan       | 1924–1935    |                      | 1946–1947                         |                 |
| Johnny Hart     | 1946–1962    |                      | 1973                              |                 |
| Lal Hilditch    |              | 1916–1932            |                                   | 1926–1927       |
| Mark Hughes     |              | 1980–1986, 1988–1995 | 2008–2009                         |                 |
| Ernest Mangnall |              |                      | 1912–1924                         | 1903–1912       |
| Les McDowall    | 1938-1948    |                      | 1950–1963                         |                 |
| Wilf McGuinness |              | 1954–1959            |                                   | 1969–1970       |
| Peter Reid      | 1990–1993    |                      | 1990–1993                         |                 |
| Joe Royle       | 1974–1977    |                      | 1998–2001                         |                 |

## Sukcesy obydwu zespołów
| Manchester City                  | Manchester City | Manchester City | Manchester City |
| Tytuł                            | Liczba          | Rok | Źródło          |
| -------------------------------- | --------------- | --- | --------------- |
| Mistrzostwo Anglii               | 10              | 1936/1937, 1967/1968, 2011/2012, 2013/2014, 2017/2018, 2018/2019, 2020/2021, 2021/2022, 2022/2023, 2023/2024 | [ 262 ] [ 263 ] |
| Puchar Anglii                    | 7               | 1903/1904, 1933/1934, 1955/1956, 1968/1969, 2010/2011, 2018/2019, 2022/2023 | [ 262 ] [ 263 ] |
| Puchar Ligi                      | 8               | 1969/1970, 1975/1976, 2013/2014, 2015/2016, 2017/2018, 2018/2019, 2019/2020 2020/2021 | [ 262 ] [ 263 ] |
| Tarcza Dobrzoczynności/Wspólnoty | 7               | 1937, 1968, 1972, 2012, 2018, 2019, 2024 | [ 262 ] [ 263 ] |
| Liga Mistrzów                    | 1               | 2022/2023 | [ 262 ] [ 263 ] |
| Klubowy mistrz świata            | 1               | 2023 | [ 262 ] [ 263 ] |
| Puchar Zdobywców Pucharów        | 1               | 1969/1970 | [ 262 ] [ 263 ] |
| Superpuchar Europy               | 1               | 2023 | [ 262 ] [ 263 ] |
| Manchester United                |                 | |                 |
| Tytuł                            | Liczba          | Rok | Źródło          |
| Mistrzostwo Anglii               | 20              | 1907/1908, 1910/1911, 1951/1952, 1955/1956, 1956/1957, 1964/1965, 1966/1967, 1993/1993, 1993/1994, 1995/1996, 1996/1997, 1998/1999, 1999/2000, 2000/2001, 2002/2003, 2006/2007, 2007/2008, 2008/2009, 2010/2011, 2012/2013 | [ 264 ]         |
| Puchar Anglii                    | 13              | 1908/1909, 1947/1948, 1962/1963, 1976/1977, 1982/1983, 1984/1985, 1989/1990, 1993/1994, 1995/1996, 1998/1999, 2003/2004, 2015/2016, 2023/2024                                                                              | [ 264 ]         |
| Puchar Ligi                      | 6               | 1991/1992, 2005/2006, 2008/2009, 2009/2010, 2016/2017, 2022/2023 | [ 264 ]         |
| Tarcza Dobrzoczynności/Wspólnoty | 21              | 1908, 1911, 1952, 1956, 1957, 1965, 1967, 1977, 1983, 1990, 1993, 1994, 1996, 1997, 2003, 2007, 2008, 2010, 2011, 2013, 2016                                                                                               | [ 264 ]         |
| Liga Mistrzów/Puchar Europy      | 3               | 1967/1968, 1998/1999, 2007/2008 | [ 264 ]         |
| Klubowy mistrz świata            | 1               | 2008 | [ 264 ]         |
| Liga Europy                      | 1               | 2016/2017 | [ 264 ]         |
| Puchar Zdobywców Pucharów        | 1               | 1990/1991 | [ 264 ]         |
| Superpuchar Europy               | 1               | 1991 | [ 264 ]         |
| Puchar Interkontynentalny        | 1               | 1999 | [ 264 ]         |

## Rekordy
- Pierwszy mecz nieoficjalny[260]

Pozycje ligowe Manchesteru United i Manchesteru City

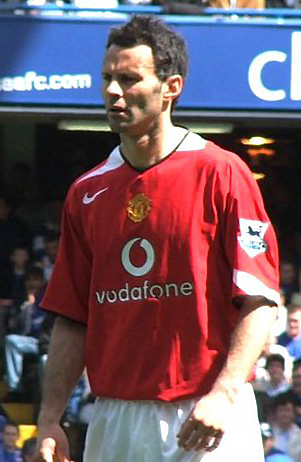
Ryan Giggs – rekordzista pod względem występów w meczach derbowych; zaliczył w sumie 36 takich spotkań

  - 12 listopada 1881, Newton Heath – West Gorton 3:0, North Road
- Pierwszy mecz oficjalny[260]
  - 3 października 1891, Newton Heath – Ardwick 5:1, North Road, Puchar Anglii 1. runda kw.
- Pierwszy mecz przy sztucznym oświetleniu[260]
  - 26 listopada 1889, Newton Heath – Ardwick 3:2, Belle Vue Athletic Ground
- Najwyższe zwycięstwo[260][265]
  - Manchester United – Manchester City 1:6, 23 stycznia 1926 i 23 października 2011 – Old Trafford
  - Manchester United – Manchester City 5:0, 10 listopada 1994 – Old Trafford
- Pierwszy gol[260]
  - Dick Smith, 3 listopada 1894 roku
- Pierwszy piłkarz usunięty z boiska
  - Sandy Turnbull, 21 grudnia 1907 roku
- Pierwsza zmiana rezerwowego[260]
  - Mike Doyle za Kennedy’ego, 17 września 1966 roku
- Bramka nr 100 w derbach[260]
  - 1. gol nr 100 ogółem – Tommy Johnson, 5 stycznia 1929 roku
  - 1. gol nr 100 dla United – Denis Law, 23 września 1961 roku
  - 1. gol nr 100 dla City – Alex Harley, 15 maja 1963 roku
- Najwięcej meczów[266]
  - Ryan Giggs – 36
- Najlepszy strzelec[267]
  - Wayne Rooney – 11
- Pierwsza telewizyjna transmisja na żywo[260]
  - Manchester City – Manchester United 1:1 – Maine Road, 26 października 1986 roku
- Najdłuższy okres bez meczu derbowego[260]
  - 8 lutego 1931 – 12 września 1936
- Rekordowe frekwencje dla poszczególnych stadionów[260]
  - Maine Road – 78 tys., 20 września 1947 – Division One
  - Old Trafford – 75 970, 10 lutego 2008 – Premier League
  - City of Manchester Stadium – 54 557, 20 marca 2016 – Premier League
  - Hyde Road – 40 tys., 1 grudnia 1906 – Division One
  - Bank Street – 40 tys., 6 kwietnia 1907 – Division One
  - North Road – 10 tys., 3 października 1892 roku – Puchar Anglii